# Histoire de Heidelberg

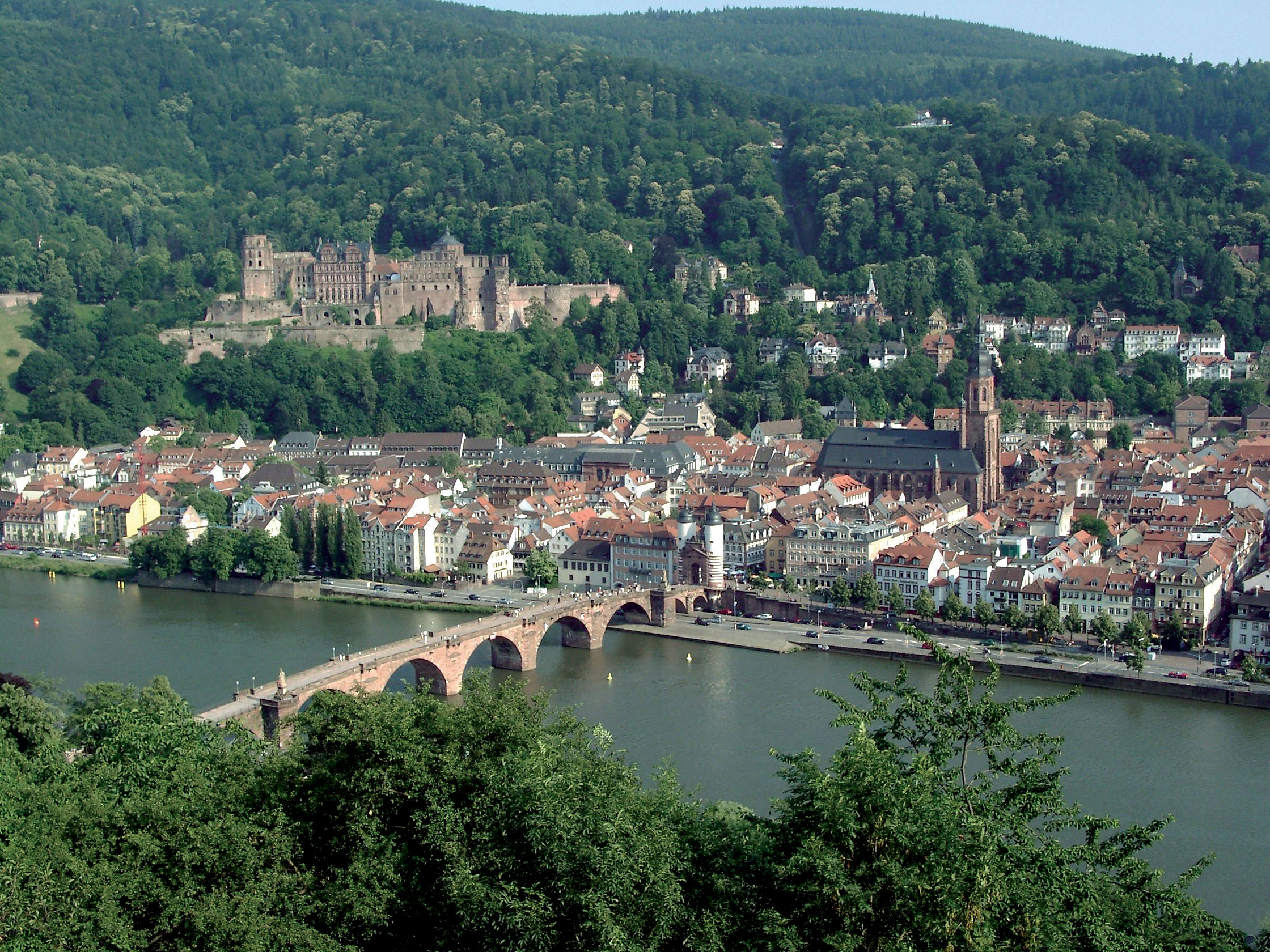
Le centre historique de Heidelberg a été reconstruit au XVIIIe siècle d’après des plans datant du Moyen Âge. Cependant, le château, à l’époque résidence de l’Électorat du Palatinat du Rhin, n’est plus qu’une ruine.

L'histoire d'Heidelberg remonte à l’époque des Celtes et des Romains,. Ensuite; la ville est mentionnée pour la première fois dans un document officiel en 1196, . Le château apparaît au XIIIe siècle. Heidelberg est ensuite aménagée méthodiquement et elle devient la résidence des comtes palatins du Rhin. C’est ainsi que la ville connaît la prospérité, en tant que capitale du Palatinat du Rhin, durant environ 500 ans. L’université de Heidelberg est fondée en 1386, ce qui fait d’elle la plus ancienne université d’Allemagne. En 1693, lors de la guerre de Succession Palatine, les troupes françaises détruisent Heidelberg. La ville est reconstruite dans un style baroque d’après des plans datant du Moyen Âge. En 1720, la résidence des Princes-Électeurs palatins est transférée de Heidelberg à Mannheim. En 1803, le pays de Bade acquiert Heidelberg. Au XIXe siècle, des poètes et des penseurs qui séjournent dans la ville la nomment «ville du romantisme». Heidelberg devient une des villes universitaires les plus importantes d'Allemagne et une destination de voyage appréciée. Aux XIXe et XXe siècles, Heidelberg s’agrandit par des rattachements communaux et des projets de construction. La ville de la vallée du Neckar est largement épargnée par les destructions de la Seconde Guerre mondiale. Après la fin de la guerre, elle devient le quartier général des forces terrestres américaines en Europe.

## Avant la création de la ville

### Préhistoire

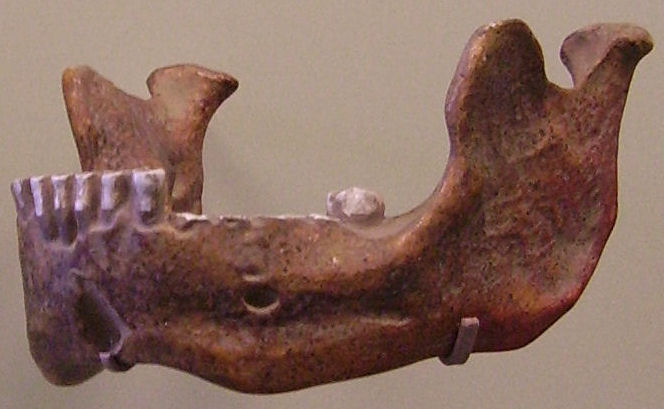
Réplique de la mandibule d’un Homo heidelbergensis retrouvée à Mauer

L’Homo heidelbergensis, un homme préhistorique ancêtres des hommes de Néandertal, tient son nom du lieu de sa première découverte, au sud-est de Heidelberg. En effet, une mandibule datant d’environ 600 000 ans a été retrouvée dans une sablière de la commune Mauer en 1907. Cet exemplaire type d’Homo heidelbergensis représente sans aucun doute l'un des plus vieux vestige d’homme préhistorique en Europe.
La première colonisation du territoire de Heidelberg date du Néolithique, au Ve millénaire av. J.-C. Des fouilles archéologiques (attribuées à la culture rubanée, à la culture de Rössen et à la culture de Michelsberg) le démontrent. Pendant l’âge du Bronze, des membres de la culture des tumulus et de la civilisation des champs d’urnes (manque la fin de la phrase ?).

### Période celtique
Vers 500 av. J.-C. environ, les Celtes entrent dans l’histoire de Heidelberg. Sur le Heiligenberg (de) (littéralement « montagne sacrée »), des membres de la peuplade des Helvètes ont fondé une cité fortifiée plus grande, dont on peut encore apercevoir le double rempart circulaire. Deux cents ans plus tard, pour des raisons en partie inconnues, ce site a de nouveau été abandonné. Au Ier siècle av. J.-C., les Helvètes ont quitté le territoire de Heidelberg sous la pression du peuple germanique des Suèves (dirigé par Arioviste) et ils ont essayé de s’implanter en Gaule. En 58 av. J.-C., lors de la bataille de Bibracte, les Helvètes ont été vaincus par les Romains (dirigés par Jules César). Le territoire du Rhin supérieur est resté par la suite en grande partie inoccupé.

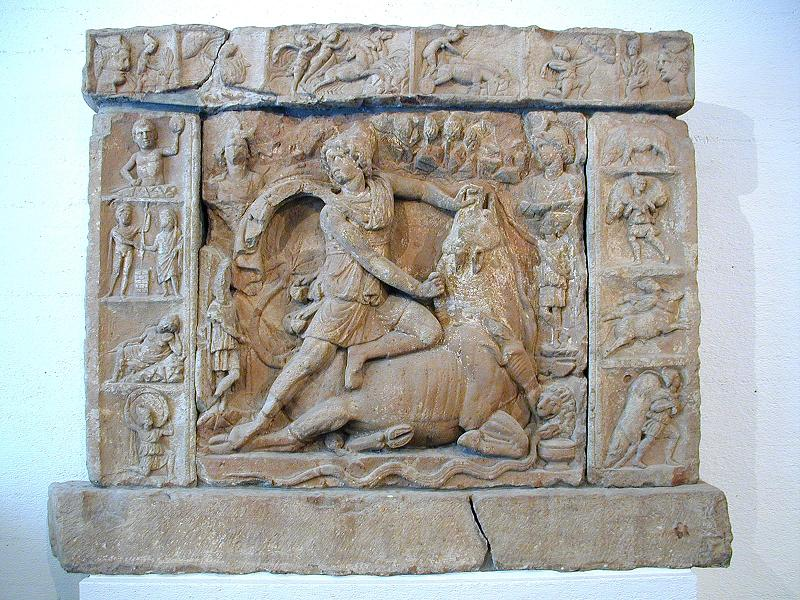
Relief issu d’un mithraeum de Neuenheim (quartier de Heidelberg) représentant une scène de sacrifice d‘animal, IIe siècle.

### Domination romaine
Pendant le règne de l’empereur Tibère (14-37 ap. J.-C.), les Romains ont installé les Germains alliés du peuple des Suèves du Neckar dans le territoire à l’est de l’embouchure du Neckar. Leur but était de créer une zone tampon entre le Rhin, la frontière extérieure de l’Empire romain et la Germanie. Sous l’empereur Vespasien (69-79), les Romains ont avancé leurs frontières vers le territoire situé sur la rive droite du Rhin. Ils fondent un camp militaire sur le territoire de l’actuelle commune de Heidelberg. En l’an 90, un château fort en pierre est construit pour remplacer les anciennes constructions en bois. Sur le Neckar, les Romains érigent d’abord un pont en bois. Vers l’an 200, ils érigent finalement un pont de 260 m de long avec des piles en pierre. Au sommet du Heiligenberg, un temple dédié à Mercure a été construit ; le culte de Mithra est également répandu à Heidelberg. Le chef-lieu de la région au temps des Romains était la ville voisine de Lopodunum (aujourd’hui Ladenburg), mais un atelier de poterie prospère s’est aussi développé autour du camp militaire de Heidelberg (dont le nom latin est inconnu).
Au IIIe siècle, les Romains ont été repoussés par les Alamans. Le peuple germanique a forcé le limes de Germanie supérieure et de Rhétie à partir de 233 et a envahi le territoire romain. Les agressions et les pillages se sont également multipliés dans le territoire de Heidelberg. Après 260, les Romains ont dû retourner au Rhin et les Alamans se sont finalement installés dans le pays romain frontalier, dans le territoire de l’actuelle Allemagne du sud-ouest.

### Le royaume des Francs et la christianisation

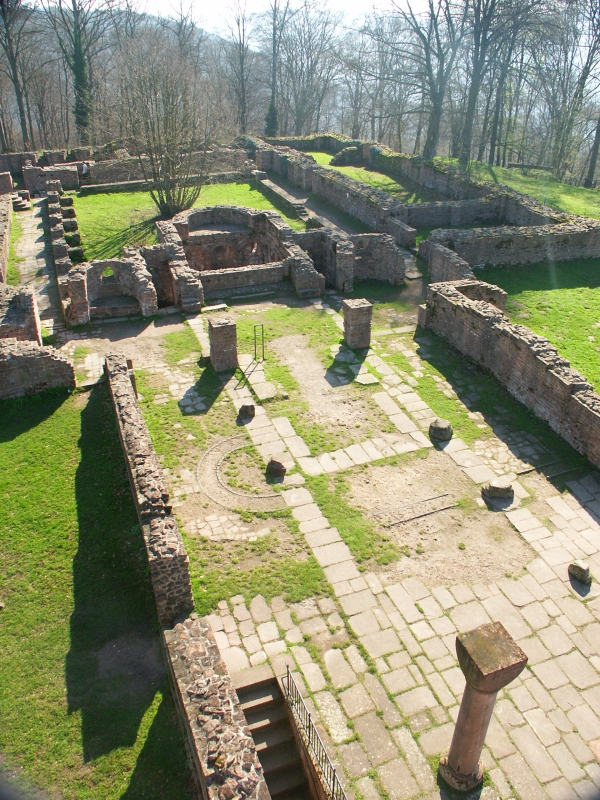
Ruines de l’abbaye Saint-Michel sur le Heiligenberg

L’histoire de Heidelberg durant les siècles suivants reste en grande partie inconnue. En 506, après la victoire du roi mérovingien Clovis Ier sur les Alamans, Heidelberg a fait partie du comté de Lobdengau et du royaume des Francs. La christianisation du territoire a été la conséquence la plus évidente de la nouvelle domination. Au VIIIe siècle, l’abbaye de Lorsch est transformée en un centre politique important. Celui-ci lutte contre l’évêché de Worms pour la suprématie de la région. En 870, l’abbé Thiotroch de la ville de Lorsch s’approprie l’ancien temple dédié à Mercure, situé sur le Heiligenberg, afin de l’aménager. Le temple devient ainsi l’abbaye Saint-Michel, dépendant de l’abbaye de Lorsch. Cela permet à l’abbé Thiotroch de renforcer son influence dans le territoire de Heidelberg. Deux siècles plus tard, l’abbaye Saint-Étienne, une autre filiale de l’abbaye de Lorsch, est construite sur le Michelsberg (antécime du Heiligenberg). En 1130, l’abbaye de Neuburg est construite aux pieds de la chaîne de montagnes.
Dès le VIe siècle, à l’époque des Francs, de nombreux villages de Heidelberg sont formés. Au VIIIe siècle, ils sont mentionnés pour la première fois dans le codex de Lorsch : Neuenheim et Handschuhsheim en 765, Rohrbach en 766, Wieblingen et Kirchheim (de) en 767, ainsi que Bergheim en 769. Les quartiers de Heidelberg qui dérivent de ces villages sont donc bien plus anciens que la ville elle-même.

## Heidelberg au Moyen Âge

### Prémices de Heidelberg

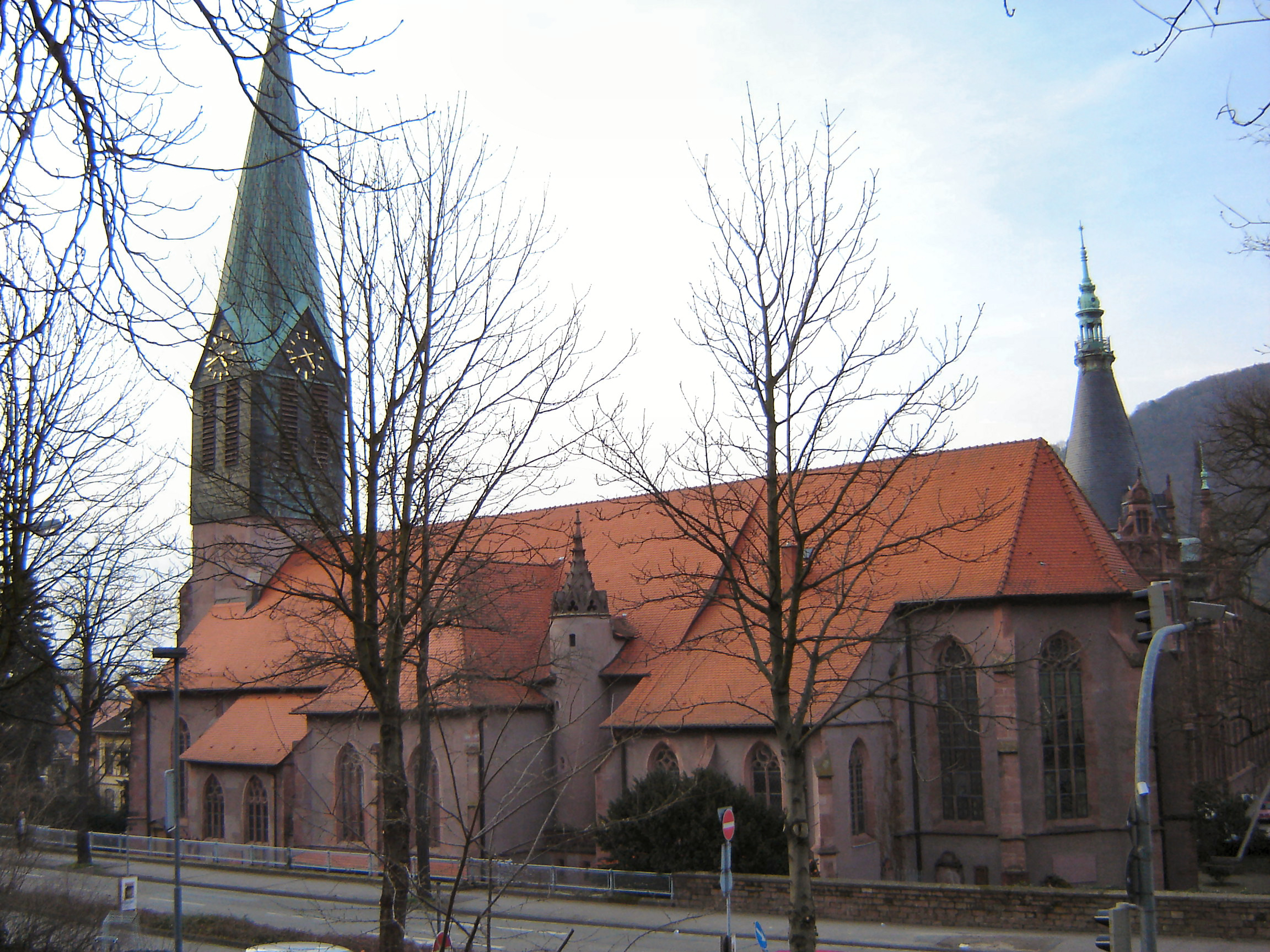
L’église Saint-Pierre est le plus vieux temple du centre historique de Heidelberg.

Le nom Heidelberch est mentionné pour la première fois dans un document de l’abbaye de Schönau de l’année 1196. À cette époque, la localité appartient encore à l'évêché de Worms. Toutefois, un château fort a déjà été construit sur le versant nord du Königstuhl à la fin du XIe siècle ou au début du XIIe siècle. Plusieurs hypothèses ont été émises sur ce premier château fort. Il est possible qu’il s’agisse de l’édifice prédécesseur de l’actuel château de Heidelberg, situé sur la corniche Jettenbühl (de). Il est également possible que le château se soit situé sur le Gaisberg (de), à un endroit plus élevé du versant, et que l’édifice prédécesseur de l’actuel château ne soit apparu qu’au XIIIe siècle. L’actuel château, par ses multiples transformations et extensions, n’a en tout cas plus rien à voir avec la construction d’origine. Un petit hameau se trouvait sous le château, dans la zone autour de l’église Saint-Pierre (de), le plus vieux temple du centre historique de Heidelberg.
Le nom Heidelberg désignait à l’origine le château fort et a ensuite désigné la ville tout entière. Cela explique les nombreuses hypothèses quant à l’étymologie du nom de la ville. Le mot Berg (montagne) se référerait au Königstuhl. Heidel pourrait tirer son origine du mot Heide (lande), lequel équivaut à « pays libre » dans le sens de « commune non habitée ». Heidel pourrait aussi provenir du mot Heide dans le sens moderne de « surface non boisée », puisque les premières illustrations du Königstuhl représentent le sommet non boisé de cette montagne. À l’inverse, il est moins probable que le mot Heidelberg soit dérivé du mot Heidenberg et se réfère au culte religieux celtique et romain sur le Heiligenberg. Une possible dérivation du prénom Heidilo (ancien haut allemand) a également été exclue. Il est totalement exclu que le nom de la ville soit dérivé du fruit Heidelbeere (myrtille), puisque cette désignation n’existe pas dans les pays francs-alamans et le mot « myrtille » se traduit en réalité par Blaubeere dans ces pays.

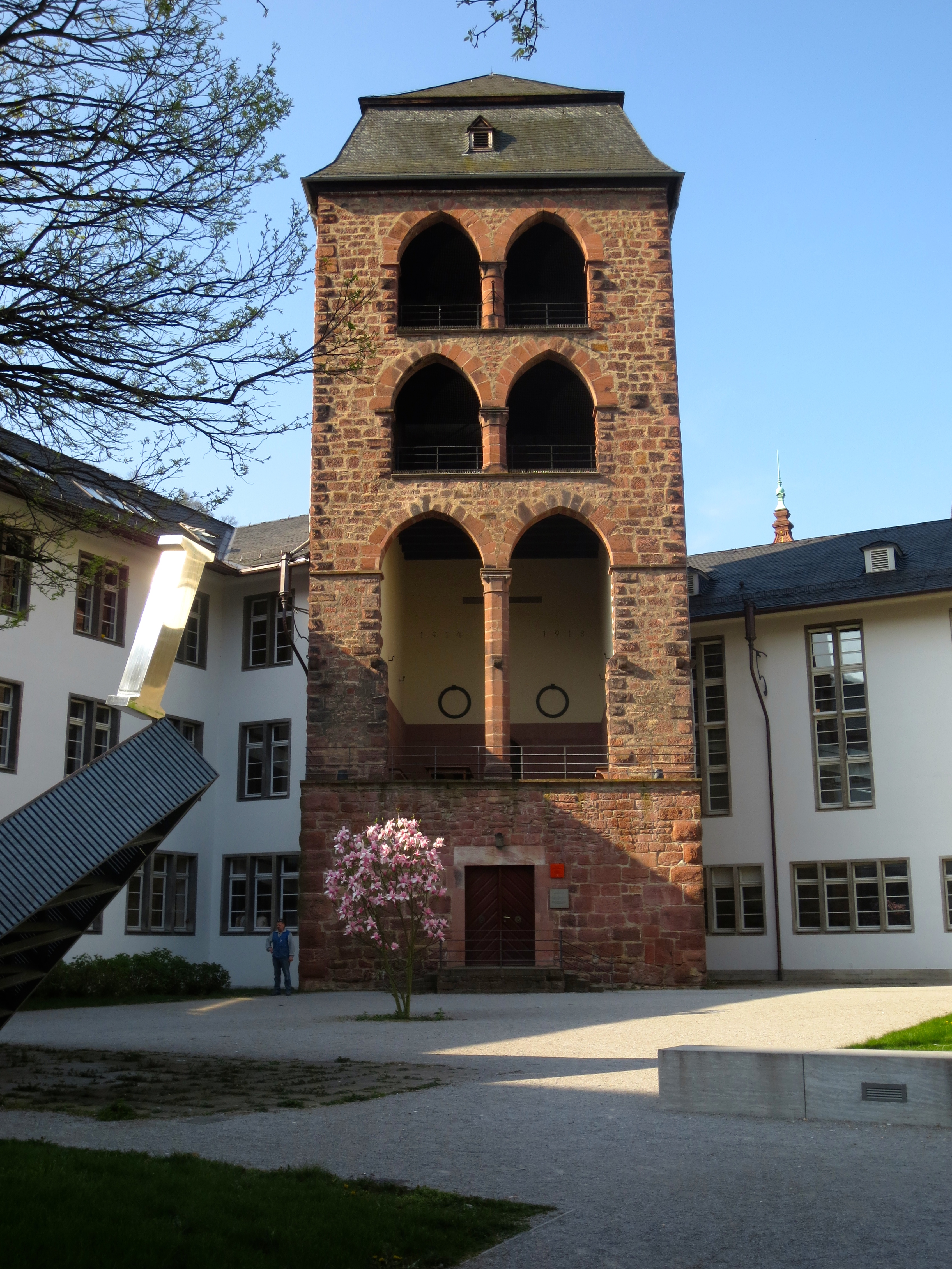
Le Hexenturm (« tour des sorcières ») dans la cour intérieure de l'ensemble de bâtiments universitaires appelé Neue Universität est le seul vestige restant du rempart de la ville datant du Moyen Âge

La ville de Heidelberg en elle-même n’a été méthodiquement aménagée que plus tard dans le domaine entre le Königstuhl et le Neckar. On est longtemps parti du principe qu’Heidelberg a été fondée entre 1170 et 1180, mais de récentes expertises suggèrent que la fondation de la ville a eu lieu seulement vers 1220. Jusqu’à maintenant, le plan rectangulaire avec trois rues parallèles au fleuve, des intersections reliées et la place du marché (Marktplatz) au centre a été préservée. Cette construction citadine s’étend de la partie est de l’actuel centre historique de Heidelberg, connue sous le nom de Kernaltstadt (« cœur du centre historique »), à la rue Grabengasse. Elle était entourée d’un rempart, de laquelle il ne reste plus que le Hexenturm dans la cour de l'ensemble de bâtiments universitaires appelé Neue Universität. Un pont sur le Neckar est mentionné pour la première fois en 1284. Bien que l’abbaye Saint-Pierre avec le hameau qui l’entourait, plus tard nommée Bergstadt (« ville minière »), soit longtemps restée l’église principale de Heidelberg, elle se trouvait à l’extérieur des frontières de la ville jusqu’au XVIIIe siècle.

### Lieu de résidence du Palatinat Électeur
L’empereur Frédéric Ier de Hohenstaufen, dit Frédéric Barberousse, avait nommé son demi-frère Conrad Ier comte palatin du Rhin. Il y avait déjà des comtes palatins à l’époque des Francs ; il s’agissait à l’origine d’officiers royaux dirigeants à la cour avec des missions principalement administratives et judiciaires. Sous la direction de Conrad Ier, la partie nord du Rhin Supérieur est devenue le centre du comté palatin. Au fil du temps, celui-ci s’est transformé en un état territorial plus grand, faisant partie du Saint-Empire romain germanique. À partir de 1214, après un court règne de la dynastie des Welf, la fonction de comte palatin est revenue à la dynastie des Wittelsbach. En 1225, le comte palatin du Rhin a reçu comme fief le territoire de Heidelberg, appartenant autrefois à l'évêché de Worms.
Au début, les comtes palatins n’avaient pas de résidence fixe, ils séjournaient dans divers lieux faisant partie de leur souveraineté. Heidelberg était déjà la résidence des comtes palatins sous le règne de Louis II de Bavière (1253-1294). Au XIVe siècle, lorsque la royauté itinérante traditionnelle a été abandonnée, Heidelberg a obtenu le statut de résidence royale.
Dans le Traité de Pavie en 1329, le territoire sous la souveraineté des Wittelbach a été partagé en deux branches, le Palatinat du Rhin et la Bavière. Le traité conférait ainsi la dignité électorale (droit d’élire le roi des Romains) alternativement au Palatinat et la Bavière. La Bulle d’or de 1356 ne conférait la dignité électorale qu’aux comtes palatins du Rhin. Par la suite, les comtes palatins ont été connus sous le nom de princes électeurs du Palatinat et ils ont fait partie des souverains allemands les plus influents. Leur territoire de souveraineté a alors été désigné sous le nom de Palatinat Électeur.

### Création de l’université

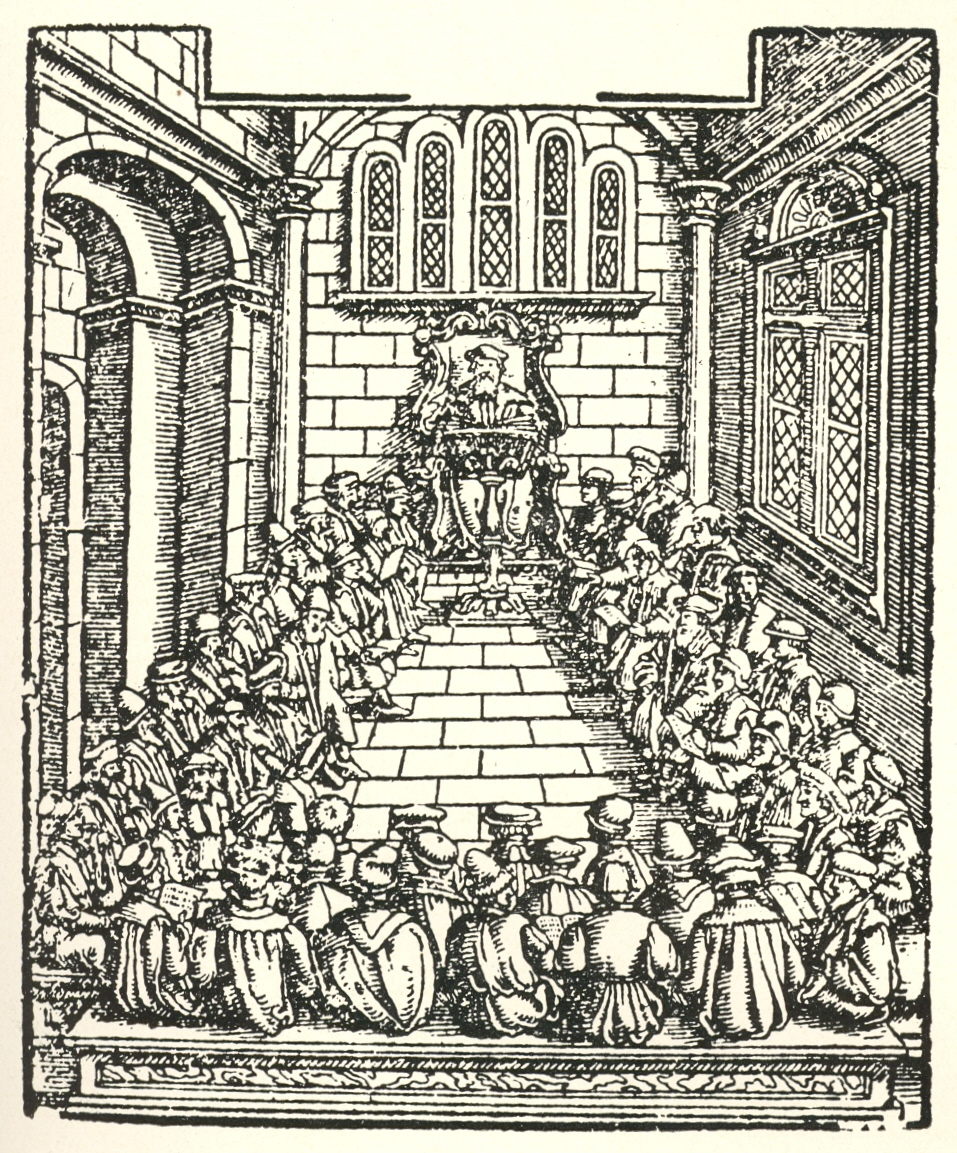
Hohe Schul zu Heydelberg (université de Heidelberg). Gravure sur bois issue de la Cosmographia Universalis de Sebastian Münster, 1544.

En 1386, le prince électeur Robert Ier du Palatinat a fondé l’université de Heidelberg. Il s’agit seulement de la troisième université du Saint-Empire romain germanique après celle de Prague (fondée en 1348) et celle de Vienne (fondée en 1365), mais aussi de la plus ancienne université de l’actuelle République fédérale d’Allemagne. La création de l’université a permis à Heidelberg de gagner en importance, notamment parce qu’elle a contribué à établir la ville comme résidence du Palatinat électeur. La construction de l’université a pu être motivée par les ambitions politiques de Robert Ier. Par la promotion des sciences, il a pu procurer une réputation considérable à Heidelberg et au Palatinat Électeur et ainsi permettre aux jeunes, nécessaires pour l’administration de son territoire de souveraineté, de se former pour devenir érudits, médecins, juristes et professeurs. La création de l’université pourrait également être due au fait que les étudiants de l’enseignement supérieur ne pouvaient plus étudier à la Sorbonne (université européenne dominante pendant le Moyen Âge) après le grand schisme d’Occident, parce que l’Allemagne a soutenu le pape Urbain VI alors que l’antipape Clément VII était soutenu en France par les Avignonais.
Au moment de la création de l’université, la ville du Neckar comptait à peine 5 000 habitants et était donc particulièrement petite pour une ville universitaire. En outre, Heidelberg n’avait pas du tout de tradition académique ; de ce fait, d’autres universités – notamment celle de Cologne (fondée en 1388) – lui ont fait concurrence les années suivantes. Malgré cela, l’université (« Hohe Schule ») de Heidelberg est parvenue à s’affirmer comme université de taille moyenne. Elle possédait sa propre juridiction universitaire et ses membres profitaient de nombreux privilèges. Au cours du XVe siècle, de violentes altercations ont eu lieu à plusieurs reprises entre les habitants de la ville et les étudiants de l’université. Il n’y a cependant pas eu de véritables conflits entre catégories sociales comme cela a été le cas dans les grandes villes de l’Empire germanique.

### Élargissement de la ville et évolution
En 1392, pendant le règne du prince électeur Robert II du Palatinat, Heidelberg a connu un important élargissement de la ville. La frontière ouest de la ville a été déplacée jusqu’à hauteur de l’actuelle Bismarckplatz (« place Bismarck »), ce qui a permis de doubler la superficie de Heidelberg. Dans le nouveau faubourg, les habitants du village de Bergheim ont été déplacés de force. Cette extension de la ville aurait existé jusqu’au XIXe siècle et correspond à l’actuel centre historique. Le territoire du centre historique est longtemps resté très peu urbanisé. Parallèlement à l’élargissement de la ville, les Juifs résidant à Heidelberg depuis le XIIIe siècle ont été expulsés. Leur synagogue est devenue une chapelle dédiée à la Vierge.

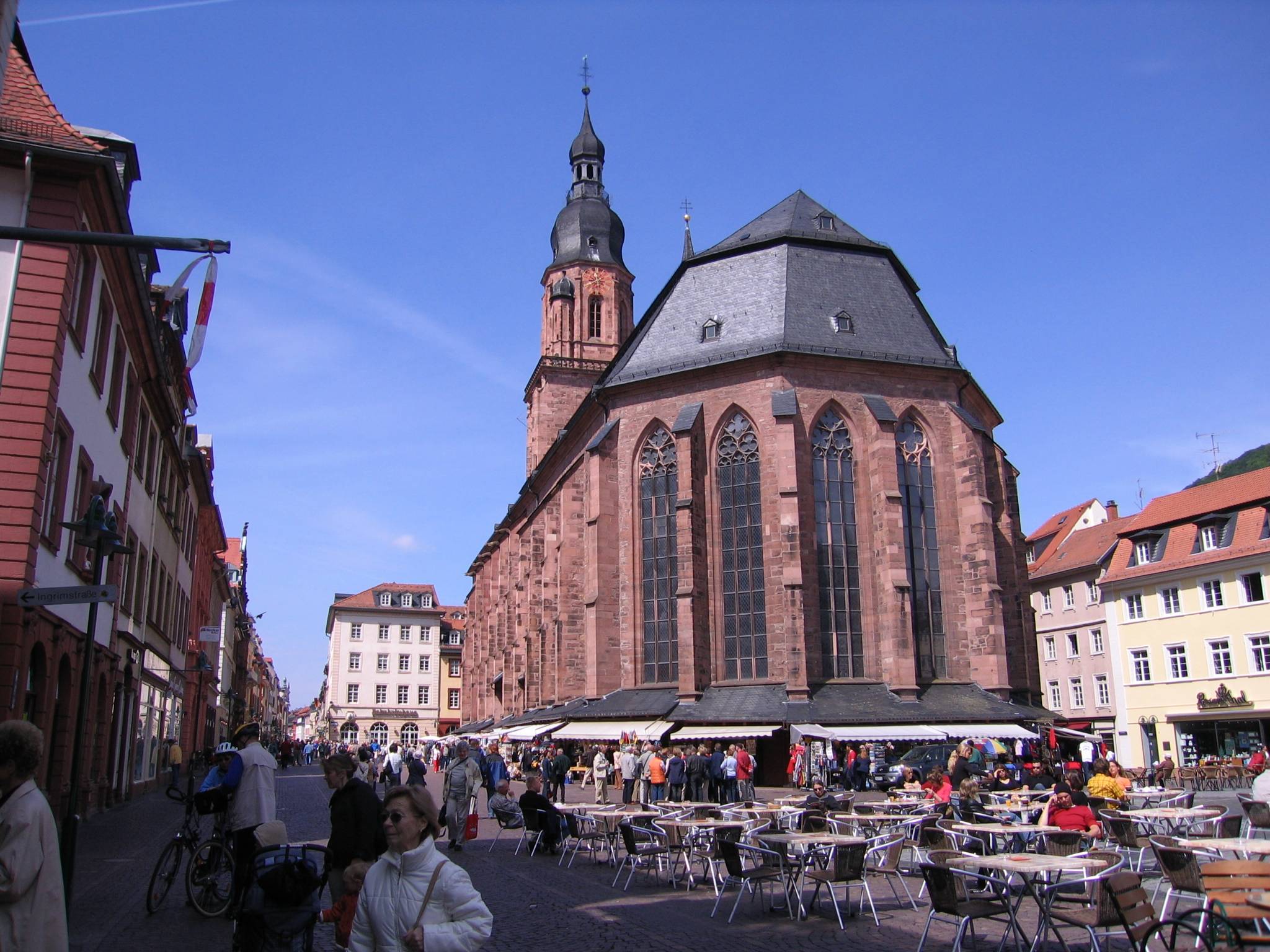
L’église du Saint-Esprit est le vestige le plus visible de la période coloniale sous Robert Ier du Saint-Empire.

En 1400, Robert Ier du Saint-Empire, en tant que premier et unique prince électeur du Palatinat, a été élu Empereur romain germanique. Sa politique n’a pas toujours été couronnée de succès, mais Heidelberg, sa résidence, a quand même profité de la dignité impériale. Il a fait construire le Ruprechtsbau; ce bâtiment nommé d'après le prince électeur est la plus ancienne partie préservée du château de Heidelberg. Robert Ier du Saint-Empire a aussi fait aménager la chapelle sur la Marktplatz en église du Saint-Esprit figurative. Celle-ci a remplacé l’église Saint-Pierre en tant qu’église paroissiale et elle est devenue le tombeau des princes électeurs du Palatinat. Le successeur de Robert Ier du Saint-Empire, Louis III du Palatinat, a légué sa bibliothèque privée à la Heilig-Geist-Stift (« fondation du Saint-Esprit »), constituant ainsi le noyau de la célèbre Bibliothèque palatine, conservée dans les galeries de l’église.
Frédéric Ier du Palatinat, également connu dans le langage populaire sous le nom de Pfälzer Fritz (« Fritz du Palatinat »), a été prince électeur de 1451 à 1476. Il a agrandi le territoire du Palatinat électeur lors de différentes campagnes de guerre victorieuses, qui lui ont valu le surnom der Siegreiche (le victorieux), et il a également mené des réformes à l’université de Heidelberg. Sous son règne et celui de son successeur Philippe Ier du Palatinat (1476-1508), l’université est devenue un bastion de l’humanisme de la Renaissance, défendu par des érudits tels que Peter Luder, Jean de Dalberg et Rudolph Agricola. Même si Peter Luder a quitté Heidelberg peu après, son discours inaugural sur les studia humanitatis (études humanistes) en 1456 est considéré comme date de début du mouvement humaniste en Allemagne.
Au Moyen Âge, malgré la noblesse de la cour et les diplômés de l’enseignement supérieur, Heidelberg est restée une ville agricole. La municipalité était organisée en dix corporations, parmi lesquelles celle des vignerons était la plus grande.

## Réforme et guerres

### Luthéranisme et calvinisme

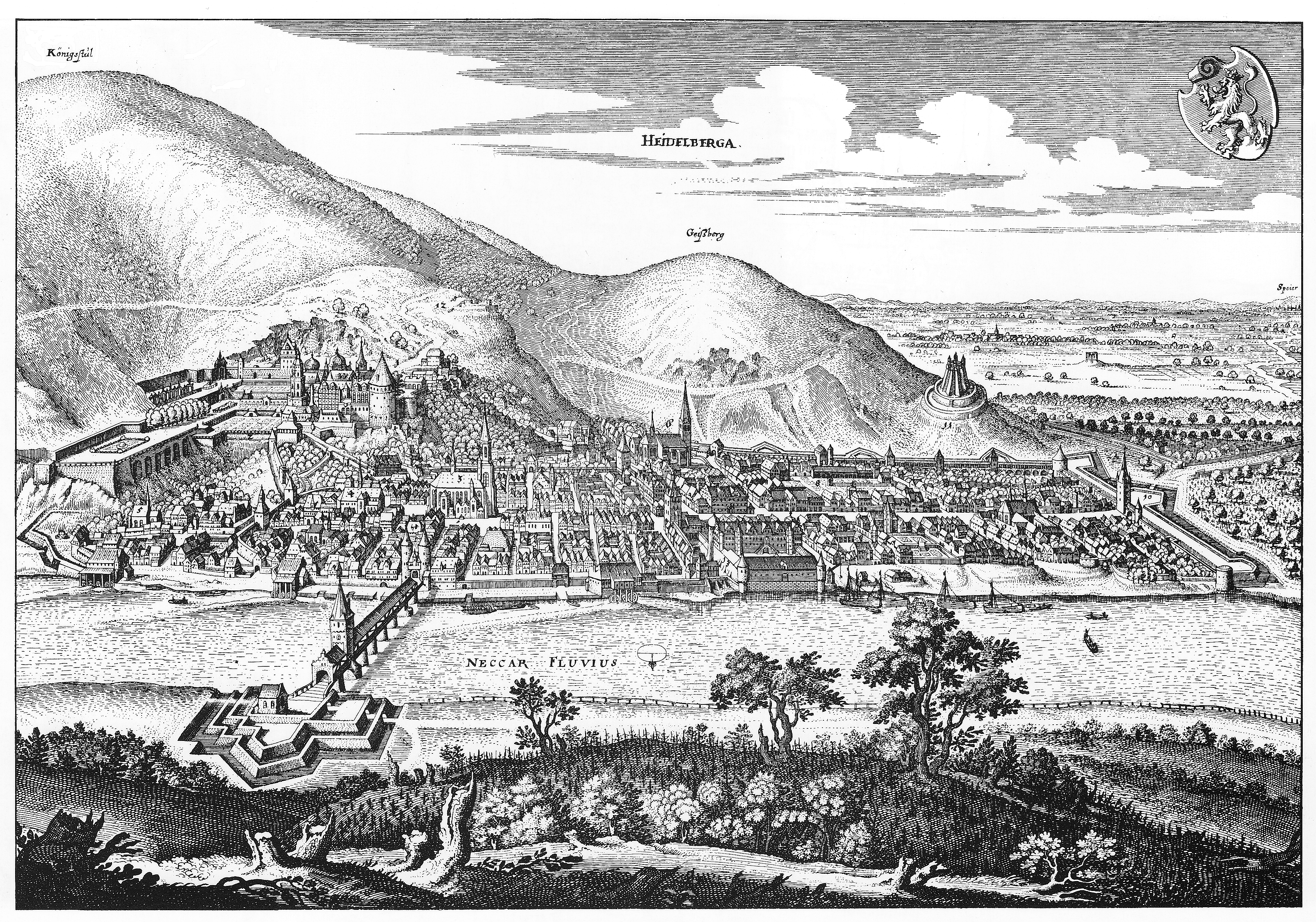
Panorama de Heidelberg (gravure sur cuivre de Matthäus Merian, 1645)

En 1518, lors de la Dispute de Heidelberg, Martin Luther s’est opposé à la théologie scolastique, ce qui a contribué à faire connaître les idées de la Réforme dans toute l’Allemagne. L’idéologie de Luther s’est aussi répandue à la cour des comtes palatins. Même s’ils n’étaient pas activement impliqués dans les événements de la Réforme, ils ont en tout cas toléré le mouvement réformateur dès la première moitié du XVIe siècle. Entre-temps, Frédéric II, prince électeur de 1544 à 1556, est passé à une politique réformatrice, mais il a dû revenir au catholicisme sous la pression de l’empereur. Le Palatinat électeur n’est devenu luthérien que sous le règne du prince électeur Othon-Henri du Palatinat (1556-1559). Othon-Henri du Palatinat a mis fin à l’influence de l’église catholique sur l’université de Heidelberg. Il a également rassemblé les livres stockés à l’université, ceux de la bibliothèque de la fondation dans l’église du Saint-Esprit et ceux de la bibliothèque du château des princes électeurs pour créer la Bibliothèque Palatine. Il a aussi fait construire le Ottheinrichsbau, nommé d’après le prince électeur. Cette première construction de style Renaissance en Allemagne lui a permis de poursuivre l’aménagement de la résidence royale commencé par ses prédécesseurs en transformant le château fort plutôt simple en un château somptueux.
Après l’introduction du luthéranisme par Othon-Henri, selon la maxime cujus regio, ejus religio (littéralement « à chaque région sa religion »), le Palatinat Électeur a changé sept fois de confession jusqu’au XVIIIe siècle. Frédéric III, prince électeur de 1559 à 1576 et successeur d’Othon-Henri, s’est tourné vers le calvinisme. Il a transformé le Palatinat Électeur en un État strictement calviniste. Un aniconisme strict dominait dans les églises de cet État et les jurons y étaient punis. En 1563, le Catéchisme de Heidelberg, un document majeur de la confession calviniste, a été publié, faisant ainsi clairement apparaître l’importance de Heidelberg en tant que bastion du culte réformateur. Sous le règne Louis VI du Palatinat (1576-1583), prince électeur successeur de Frédéric III, Heidelberg est retournée au protestantisme luthérien, avant que Jean Casimir du Palatinat, régent de 1583 à 1592, n’introduise de nouveau le calvinisme. À chaque changement de confession, les professeurs en désaccord étaient renvoyés. Frédéric IV, prince électeur de 1592 à 1610, a fait bâtir le Friedrichsbau. Ce palais du château de Heidelberg a été nommé d’après le prince électeur.

### Guerre de Trente Ans

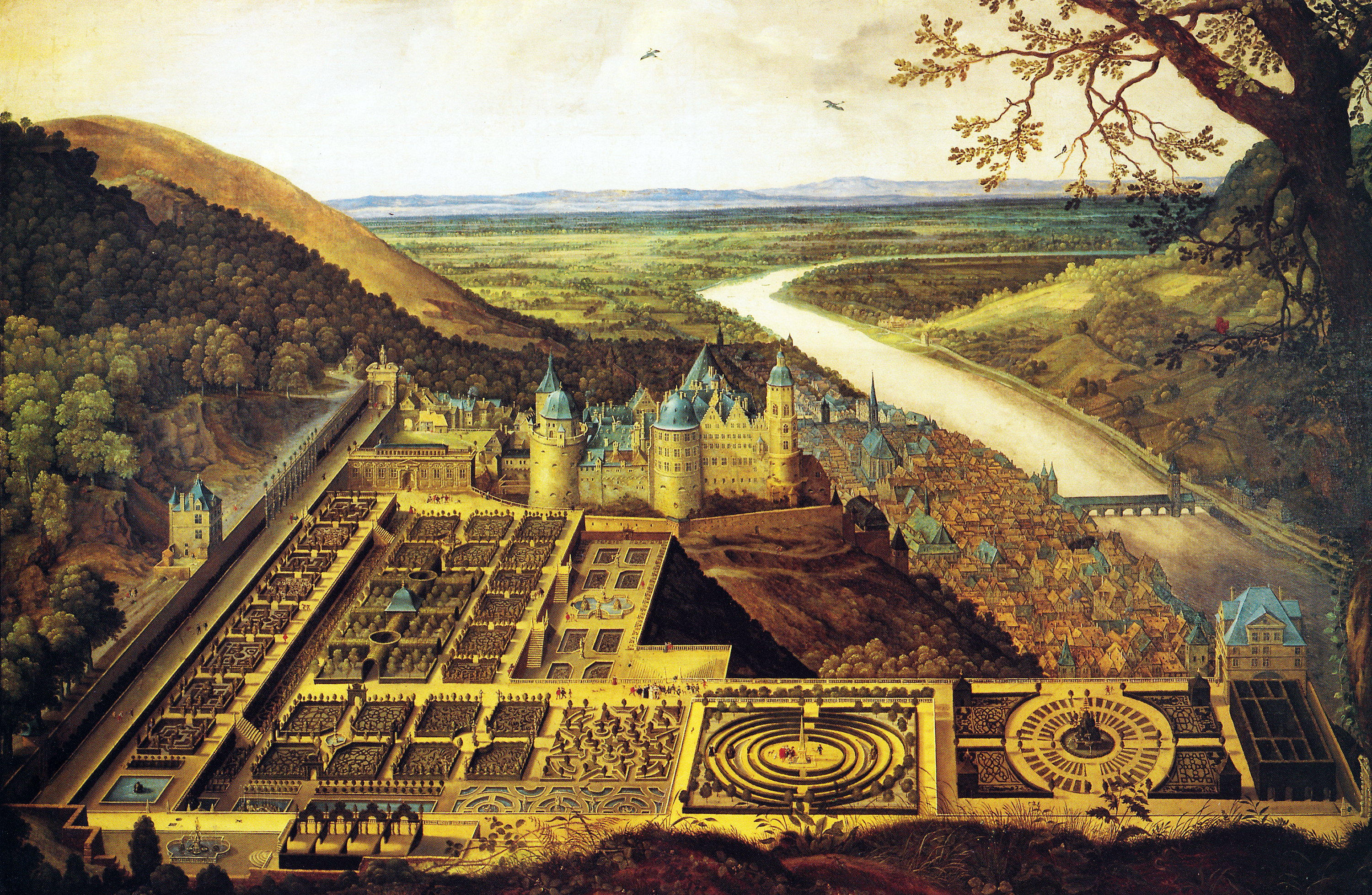
Hortus Palatinus et château de Heidelberg, peint par Jacques Fouquières.

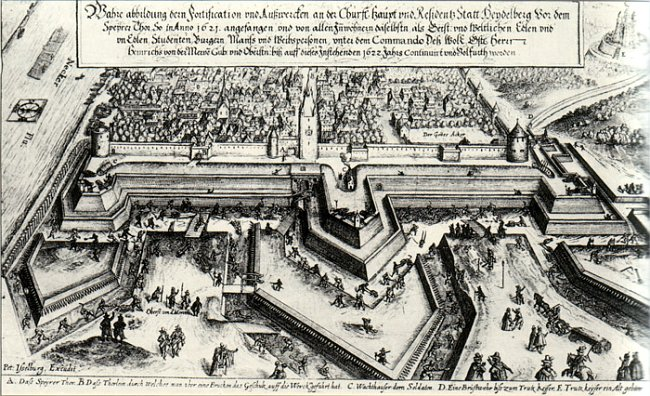
Fortification militaire à la porte de Spire, 1622.

Sous le règne du prince électeur Frédéric V du Palatinat (1610-1623), Heidelberg a connu une période faste à la cour. Frédéric souhaitait offrir à son épouse, la princesse anglaise Élisabeth Stuart, une vie de cour conforme à sa position sociale. Il a donc fait aménager le château de Heidelberg, notamment en achevant la construction de l’Englischen Bau (« construction anglaise »), de style baroque primitif, et celle de la Porte Elisabeth (Elisabethentor). Peu après, l’aménagement du célèbre jardin Hortus Palatinus a démarré. Ce somptueux aménagement du parc du château selon des modèles français et italien n’a cependant jamais été achevé.
Sur le plan politique, le régime de Frédéric V s’est terminé par un échec total. En tant que dirigeant de l’Union protestante, il a essayé de faire du Palatinat électeur une hégémonie protestante dans le Saint-Empire romain germanique. En 1618, la défenestration de Prague a déclenché la guerre de Trente Ans. Les états de Bohême ont destitué le catholique Ferdinand II du Saint-Empire et ont élu Frédéric V comme roi le 26 août 1619. Frédéric avait hésité à accepter la couronne car il craignait de ne pas pouvoir s’imposer militairement contre les Habsbourg. En effet, il n’a pu affirmer son pouvoir que treize mois, ce qui lui a valu le sobriquet « roi d’hiver » (Winterkönig). Le 8 novembre 1620, lors de la bataille de la Montagne-Blanche, il a perdu face aux troupes de l’empereur et de la Sainte Ligue catholique et il a dû s’exiler aux Pays-Bas. L’empereur a alors retiré à Frédéric V le titre de prince électeur au bénéfice du duc Maximilien Ier de Bavière.

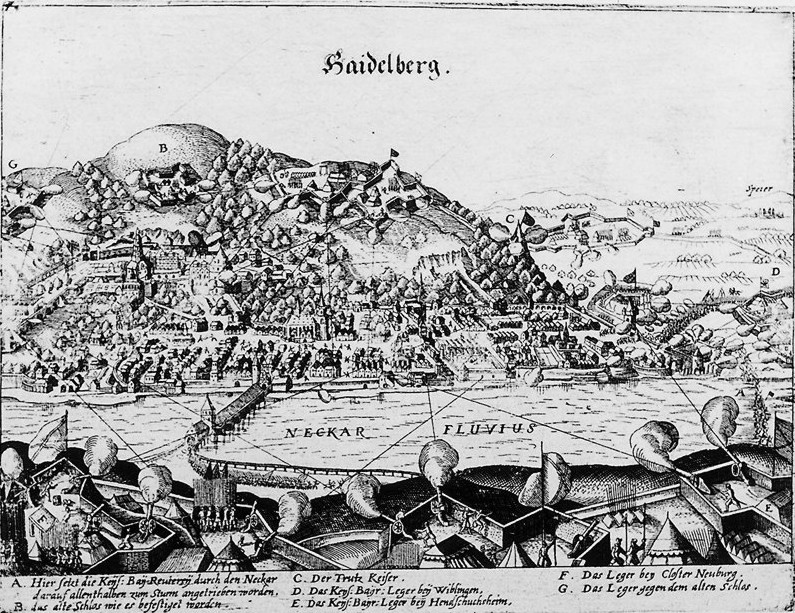
Prise de Heidelberg par les troupes du général Tilly le 19 septembre 1622.

L’été 1621, l’armée du général en chef Tilly, soutenue par les troupes espagnoles, commence à conquérir le Palatinat Électeur. Après presque trois mois de siège, elle s’est emparée de Heidelberg le 19 septembre 1622. Pendant la période d’occupation bavaroise qui a suivi, le catholicisme a été introduit de force et l’université a été fermée. La Bibliothèque palatine a été transférée à Rome à la demande de Maximilien Ier et elle a été offerte au pape Grégoire XV. Depuis, elle est conservée dans la Bibliothèque vaticane. En 1631, les Suédois sont intervenus dans la guerre et ils ont occupé le Palatinat Électeur. De ce fait, Heidelberg est devenue protestante pendant une courte période. Peu après, les troupes impériales ont de nouveau pris la ville.
En 1648, les Traités de Westphalie ont mis fin à la guerre de Trente Ans. Le fils de Frédéric V, Charles-Louis Ier du Palatinat, a récupéré le Palatinat réduit et le titre de huitième prince électeur. Cependant, les souverains du Palatinat électeur avaient perdu beaucoup de leur importance politique de l’époque ; ils ne se trouvaient plus qu’à la dernière place dans le classement des princes électeurs et durent renoncer à la fonction de sénéchal. Charles-Louis a grandi en exil en Angleterre. Après s’être établi à Heidelberg en octobre 1649, il a ordonné la reconstruction de la ville dévastée par la guerre. Il y a installé des immigrants de la Suisse réformée. Charles-Louis est intervenu pour une égalité des religions et il a reconnu les confessions luthérienne et réformatrice comme équivalentes. En 1652, l’université, qui avait été fermée pendant l’occupation bavaroise, a pu être rouverte. L’université a acquis une certaine renommée avec la nomination du juriste Samuel von Pufendorf pour un poste de professeur, même si Baruch Spinoza avait refusé la chaire qui lui avait été proposée.

### Guerre de Succession palatine

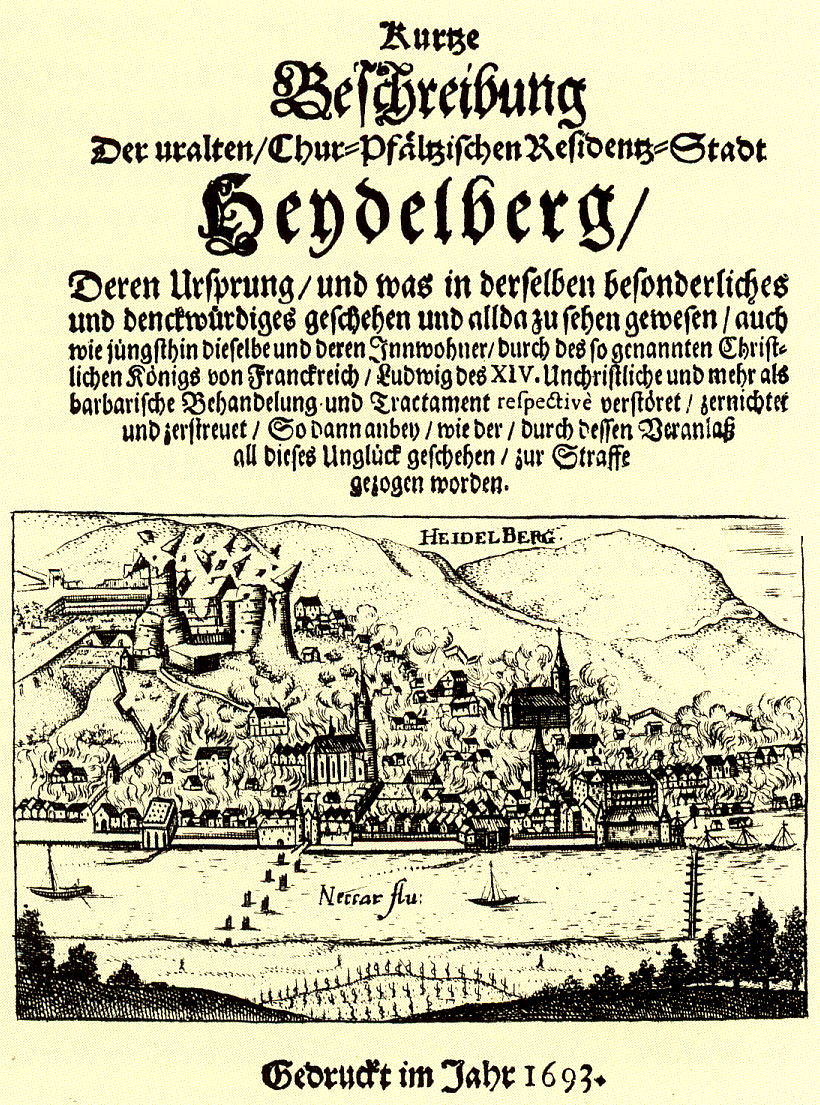
Impression contemporaine de la destruction de Heidelberg, 1693

En 1671, Charles-Louis a marié sa fille Élisabeth-Charlotte de Bavière (plus connue sous le nom de Liselotte du Palatinat) avec le duc français Philippe d’Orléans, le frère du Roi-Soleil. Cependant, ce calcul politique n’a pas apporté les bénéfices escomptés. En effet, après que son fils et successeur, Charles II du Palatinat, soit mort en 1685 sans enfants, la lignée Palatinat-Simmern de la maison Wittelsbach s’est éteinte. Le titre de prince électeur est alors revenu à Philippe-Guillaume de Neubourg. Pour Louis XIV, cela était l’occasion rêvée de faire valoir l’héritage du Palatinat Électeur de sa belle-sœur Élisabeth Charlotte. Les exigences françaises ont ainsi provoqué la guerre de Succession Palatine (1688-1697), qui a dégénéré en « guerre des gouvernements » (Kabinettskrieg) dans toute l’Europe.
La guerre de Succession palatine a été particulièrement dévastatrice pour Heidelberg, car la ville a été prise et détruite deux fois par les troupes françaises sous la direction du général Ezéchiel de Mélac. Selon de récentes réflexions sur les théories de guerre, les Français auraient mené cette guerre comme une campagne d’extermination méthodique en procédant de façon ciblée avec une grande brutalité. La première occupation en octobre 1688 avait été relativement inoffensive, même si la mairie et la Dicker Turm (« tour épaisse ») du château ont été détruites à l’explosif. Entre-temps, les Français ont dû se retirer derrière le Rhin, mais ils ont de nouveau envahi le Palatinat en 1693. Ils ont repris Heidelberg et la ville tout entière a été réduite en cendres. Seuls quelques bâtiments, dont la maison du chevalier de Saint-Georges, ont été épargnés. Lorsque les Français ont fait éclater les tours et les enceintes du château, il ne restait plus qu’une ruine.

## Reconstruction et perte du statut de résidence

### Reconstruction

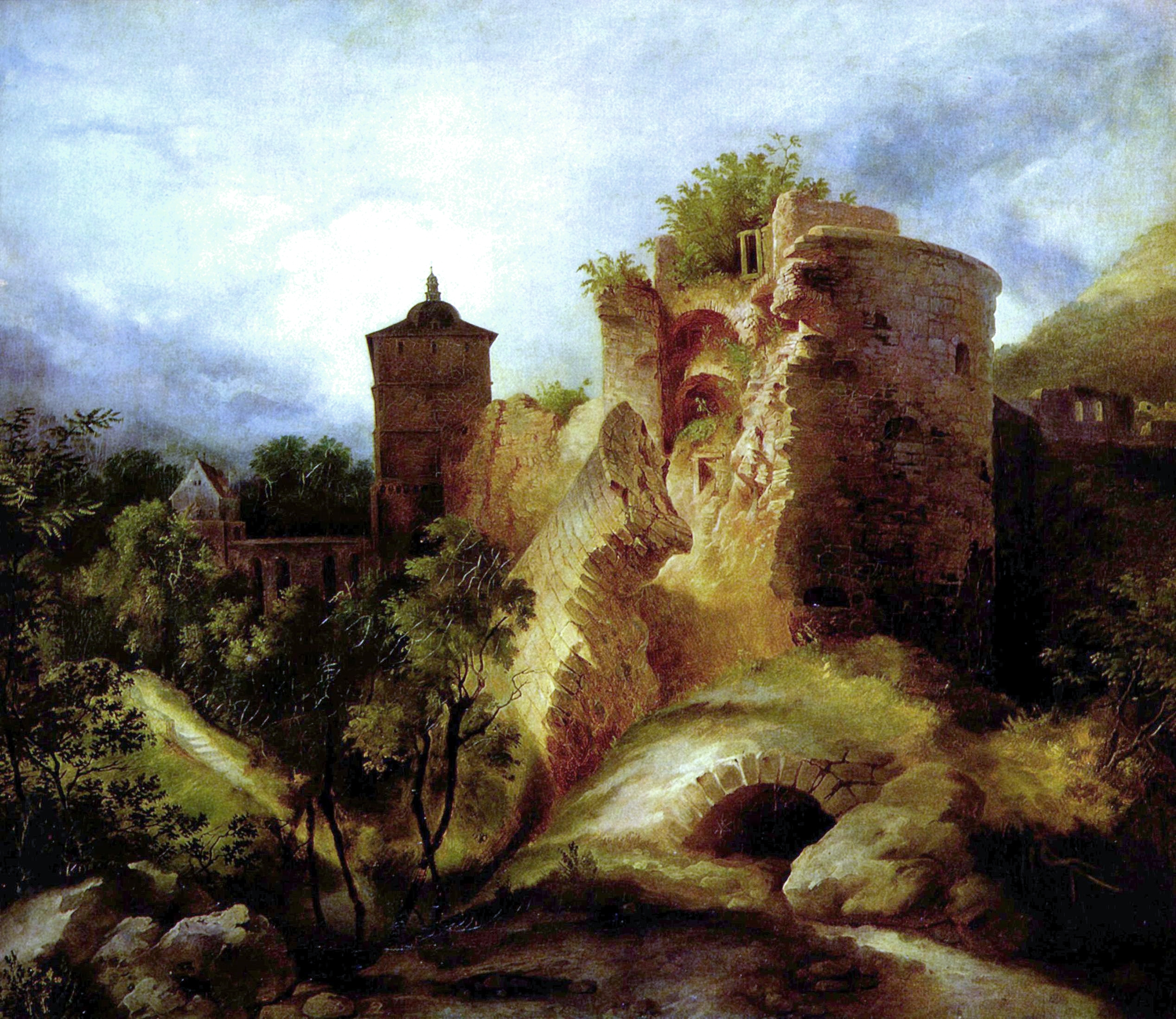
Le château de Heidelberg détruit, ici une peinture de Carl Blechen, ne correspondait guère plus au goût des princes électeurs

En 1697, le traité de Ryswick a mis fin à la guerre de Succession palatine. Sous l’égide du prince électeur Jean-Guillaume de Neubourg-Wittelsbach, la reconstruction de Heidelberg a débuté. L’ancien plan a été conservé et de nouvelles maisons de style baroque ont été construites sur les fondations des bâtiments détruits. Depuis, la ville a conservé son aspect de ville baroque sur un plan du Moyen Âge. Depuis les traités de Westphalie, la liberté de culte dominait certes, mais les princes électeurs, majoritairement catholiques, ont encouragé le catholicisme et ils ont installé les Jésuites dans la ville. Un quartier jésuite a été aménagé dans le centre historique avec l’église des Jésuites, le collège et le lycée jésuites. Lors de la Contre-réforme, un tiers de la population de Heidelberg s’est finalement converti au culte catholique. La colonne de la Vierge (Mariensäule) sur la place Kornmarkt et les nombreuses statues de la Vierge près des maisons du centre historique, avec lesquelles les citoyens catholiques fortunés affichent leur confession, rappellent la recatholisation de la ville. Des cloisons ont été construites dans beaucoup d’églises réformées ou luthériennes, désormais utilisées aussi par les catholiques comme églises mixtes. Dans l’église du Saint-Esprit, cette séparation n’a été retirée qu’en 1936.

### Perte du statut de résidence

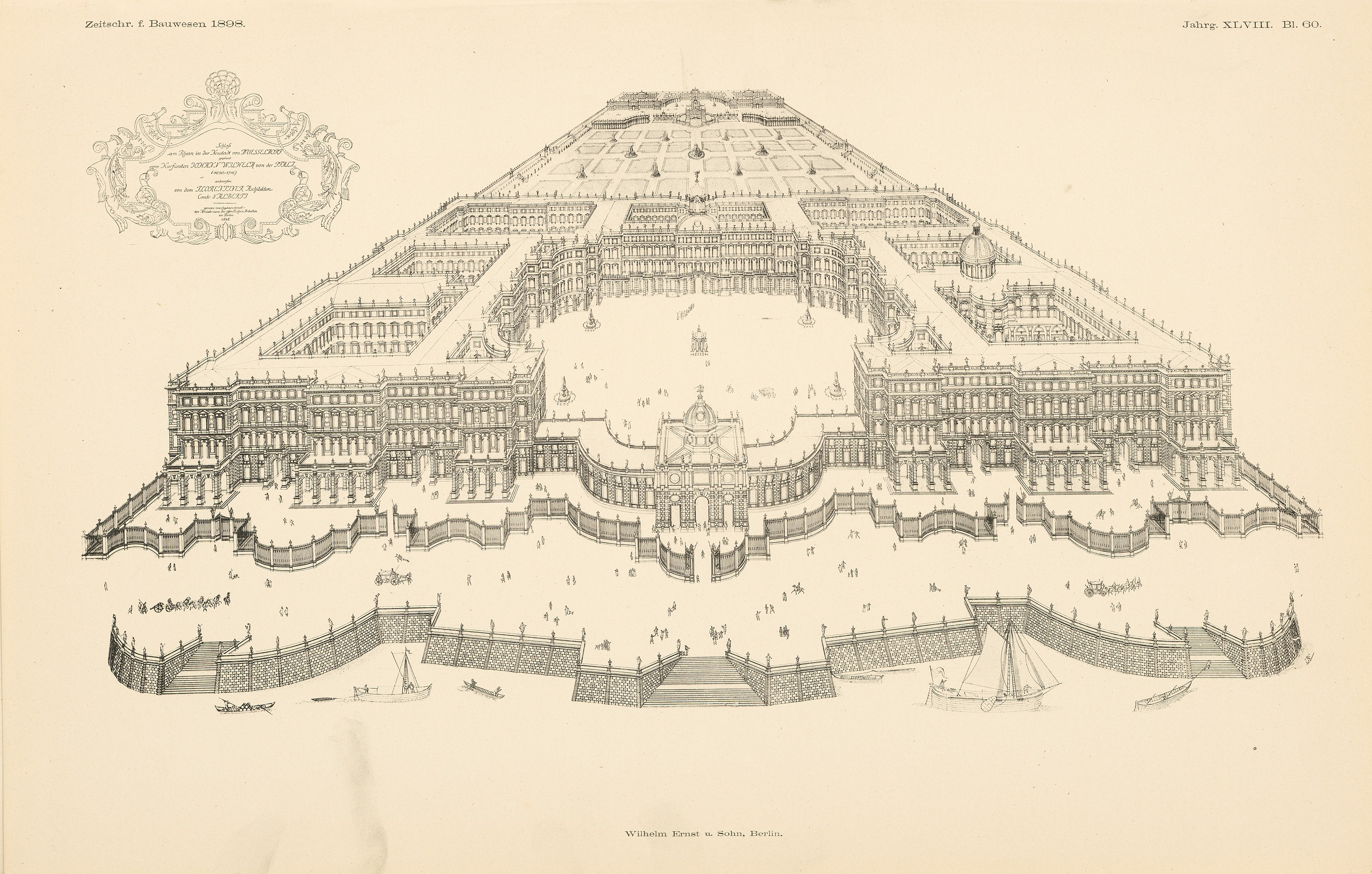
Plan non réalisé de reconstruction du château, Matteo Alberti

Comme le château était inhabitable après sa destruction, Jean-Guillaume de Neubourg-Wittelsbach résidait la plupart du temps à Düsseldorf, mais parfois aussi à Weinheim. Le château de Heidelberg ne correspondait guère plus au goût de l’époque pour le style baroque, qui privilégiait plutôt de grands jardins comme ceux du château de Versailles. Le prince électeur avait déjà fait élaborer des plans pour une telle résidence par son architecte royal Matteo Alberti. Cette résidence devait être construite dans la plaine de l’actuel quartier Bergheim de la ville, mais elle ne fut jamais réalisée car la municipalité refusa d’en financer la construction.
Charles III Philippe du Palatinat était le plus jeune frère de Jean-Guillaume de Neubourg-Wittelsbach et lui succéda. En 1720, après une dispute avec les protestants de Heidelberg concernant l’utilisation de l’église du Saint-Esprit, il décida de créer une nouvelle résidence. Il y fit construire un château, faisant de Mannheim la capitale du Palatinat électoral. Il fit également aménager la ville selon un plan géométrique. Surnommée « ville carrée », Mannheim correspondait bien mieux à l’esprit baroque de l’époque et aux intérêts de représentation du prince électeur que l’Heidelberg du Moyen Âge. Pendant l’édification du château de Mannheim, Charles III Philippe résida à Schwetzingen jusqu’en 1728. Pendant ce temps, Heidelberg perdit son statut de centre politique décisionnel et souffrit économiquement du départ de la cour. Cela eut également un impact sur l’université, qui tomba dans la médiocrité, bien qu’un nouveau bâtiment universitaire principal eût été construit en 1735. Il s’agit du Domus Wilhelmina, connu aujourd’hui sous le nom Alte Universität.

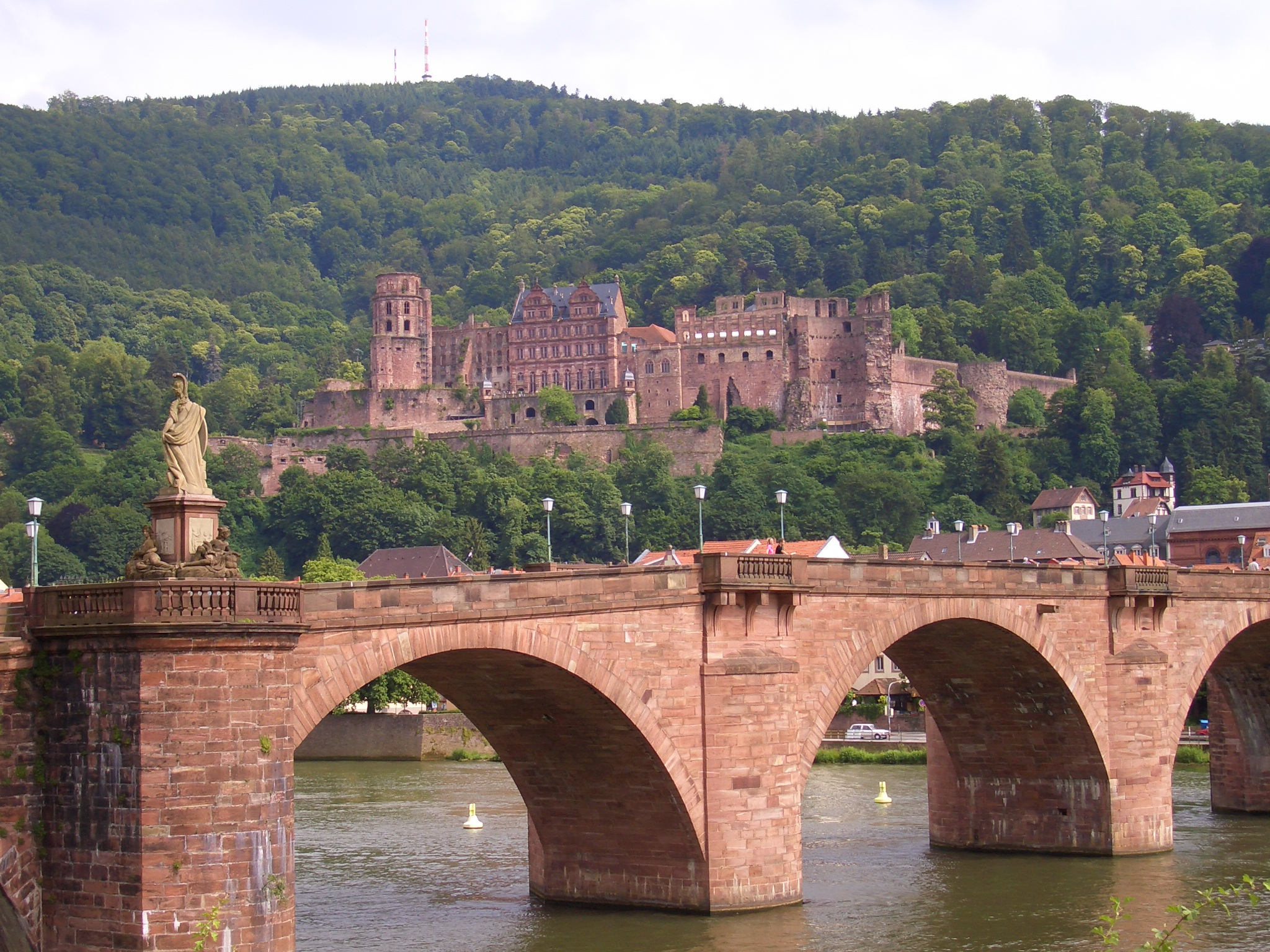
Le « Pont Vieux » (Alte Brücke) doit son nom au prince électeur Charles Théodore de Bavière

Sous le règne de Charles Théodore de Bavière (1743-1799), le Palatinat Électeur connut une période de prospérité économique et culturelle, dont Heidelberg profita aussi. Charles Théodore voulait faire restaurer le château de Heidelberg, pour pouvoir l’utiliser comme résidence d’été. En 1764, après une foudre dévastatrice, l’assainissement du château fut de nouveau suspendu. Outre le château, l’emblème bien connu de Heidelberg est le pont Charles Théodore. Plus connu sous le nom de « Pont Vieux », Charles-Théodore le fit ériger et il fut achevé en 1788. Quatre ans plus tôt, l’ancien pont aux arcs de pierre et à la superstructure de bois avait été détruit lors d’une débâcle, qui provoqua une inondation et détruisit certaines parties du centre historique. Le Pont Vieux est donc le neuvième pont érigé à cet endroit du Neckar. Pour rendre hommage au prince électeur, la municipalité de Heidelberg fit ériger le Karlstor (« porte de Charles ») en 1781.

## Acquisition de la ville par le pays de Bade

### Fin du Palatinat électoral
Après la Révolution Française, lors de la guerre de la Première Coalition, la France annexa les parties du Palatinat situées à l’ouest du Rhin. En 1803, l’histoire du Palatinat électoral prit fin définitivement avec le Recès de la Diète d’Empire. Le pays de Bade acquit les territoires situés à l’est du Rhin et donc aussi Heidelberg, avant d’être érigé en grand-duché. Depuis 1777, le Palatinat électoral était déjà gouverné en union personnelle depuis Munich, mais c'est lors du congrès de Vienne en 1815 que le royaume de Bavière reçut les territoires du Palatinat situés à l'ouest du Rhin. Les gains de territoire badois furent officialisés pendant le congrès de Vienne.
Le grand-duc de Bade, Charles-Frédéric de Bade, régna de 1771 à 1811. Partisan des Lumières et protecteur des sciences, l’université de Heidelberg lui doit sa renommée. Charles Frédéric réorganisa l’université et en fit un établissement d’enseignement supérieur financé par l’État. L’université de Heidelberg fut rebaptisée Ruprecht-Karls-Universität, rappelant ainsi le nom de son fondateur Robert Ier ainsi que celui du réformateur Charles-Frédéric. L’université est également connue sous la forme latine Ruperto Carola. Au XIXe siècle, des personnes illustres ont enseigné à Heidelberg, telles que le philosophe Georg Wilhelm Friedrich Hegel, l’historien Heinrich von Treitschke, le chimiste Robert Wilhelm Bunsen et les physiciens Hermann von Helmholtz et Gustav Kirchhoff. La renommée des professeurs a fait considérablement affluer les étudiants.

### Heidelberg et le romantisme

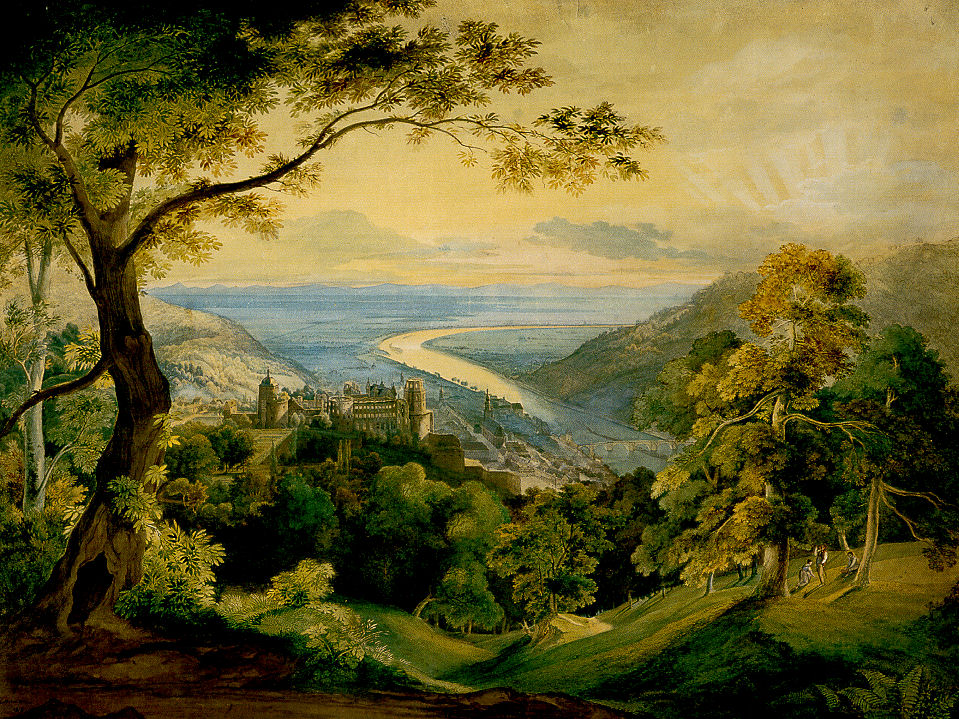
Le château de Heidelberg, peinture de Carl Rottmann, 1815

Au début du XIXe siècle, Heidelberg devint l’un des lieux les plus importants du romantisme allemand. Dès 1798, Friedrich Hölderlin avait rendu hommage à la ville dans son ode nommée « Heidelberg ». Par la suite, les gens de lettres et les peintres romantiques étaient attirés par les paysages attrayants de la ville du Neckar, mais surtout par le château en ruine. Après que Iéna fût devenue le centre du pré-romantisme allemand, un groupe se forma en 1804 autour du poète Ludwig Achim von Arnim et de l’écrivain Clemens Brentano, dont le mouvement est connu sous le nom de « romantisme de Heidelberg ». Dans le domaine de la peinture romantique, un cercle d’artistes, inspiré de la collection Boisserée, se forma à Heidelberg autour de Carl Philipp Fohr, Carl Rottmann et Ernst Fries.
Entre 1806 et 1808, Arnim et Brentano publièrent à Heidelberg un recueil de chants populaires allemands sous le titre Le Cor merveilleux de l’enfant (Des Knaben Wunderhorn). Un autre cercle de poètes se constitua autour de Joseph von Eichendorff, qui avait étudié à Heidelberg de 1807 à 1808. À l’université de Heidelberg, des professeurs influents comme le recteur Anton Friedrich Justus Thibaut, le professeur Joseph Görres et le philologue Friedrich Creuzer étaient liés au romantisme. Le philologue de Heidelberg Johann Heinrich Voß était plutôt hostile au romantisme et il a notamment critiqué Le Cor merveilleux de l’enfant à cause des méthodes non scientifiques de l’éditeur. Le rationalisme de Voß s’est ainsi imposé dans l’université de la ville, mettant fin au romantisme de Heidelberg.

### Vormärz et révolution badoise
Pendant le Vormärz (« avant-mars »), les étudiants de Heidelberg organisés en fraternités étudiantes (Studentenverbindungen) et certains professeurs libéraux de l’université ont répandu des idées libérales et démocratiques. En 1848, le philosophe Ludwig Feuerbach a eu beaucoup d'influence lorsqu’il a donné des cours de critique de la religion à Heidelberg sur invitation des étudiants. Comme l’université ne voulait pas lui mettre de salle à disposition, le philosophe a dû donner ses cours dans la salle de conférence de l’hôtel de ville.
La révolution française de 1848 a provoqué la révolution de mars dans le grand-duché de Bade. Le 5 mars 1848, des politiciens démocrates et libéraux venant du sud-ouest de l’Allemagne se sont réunis à l’hôtel Badischer Hof, formant ainsi l’assemblée de Heidelberg. Celle-ci a donné l’impulsion nécessaire à la création d’un pré-parlement, ouvrant ainsi la voie au Parlement de Francfort. Lors de la première phase de la révolution badoise de 1848, Heidelberg n’a pas souffert de la « révolution Hecker » (Heckeraufstand). Cependant, de nombreuses associations démocratiques ont été formées dans la ville. Lorsque l’association démocratique des étudiants a été interdite, des protestations ont poussé les étudiants de Heidelberg à déménager en juillet à Neustadt an der Haardt (littéralement : « Villeneuve sur la Haardt »). Après l’échec du Parlement de Francfort, les « soulèvements de mai » se sont étendus à tout le grand-duché de Bade. Les troupes prussiennes appelées à l’aide par le grand-duc badois ont aussi combattu à Heidelberg contre les miliciens libéraux et elles ont réprimé le soulèvement.

### Tourisme et université

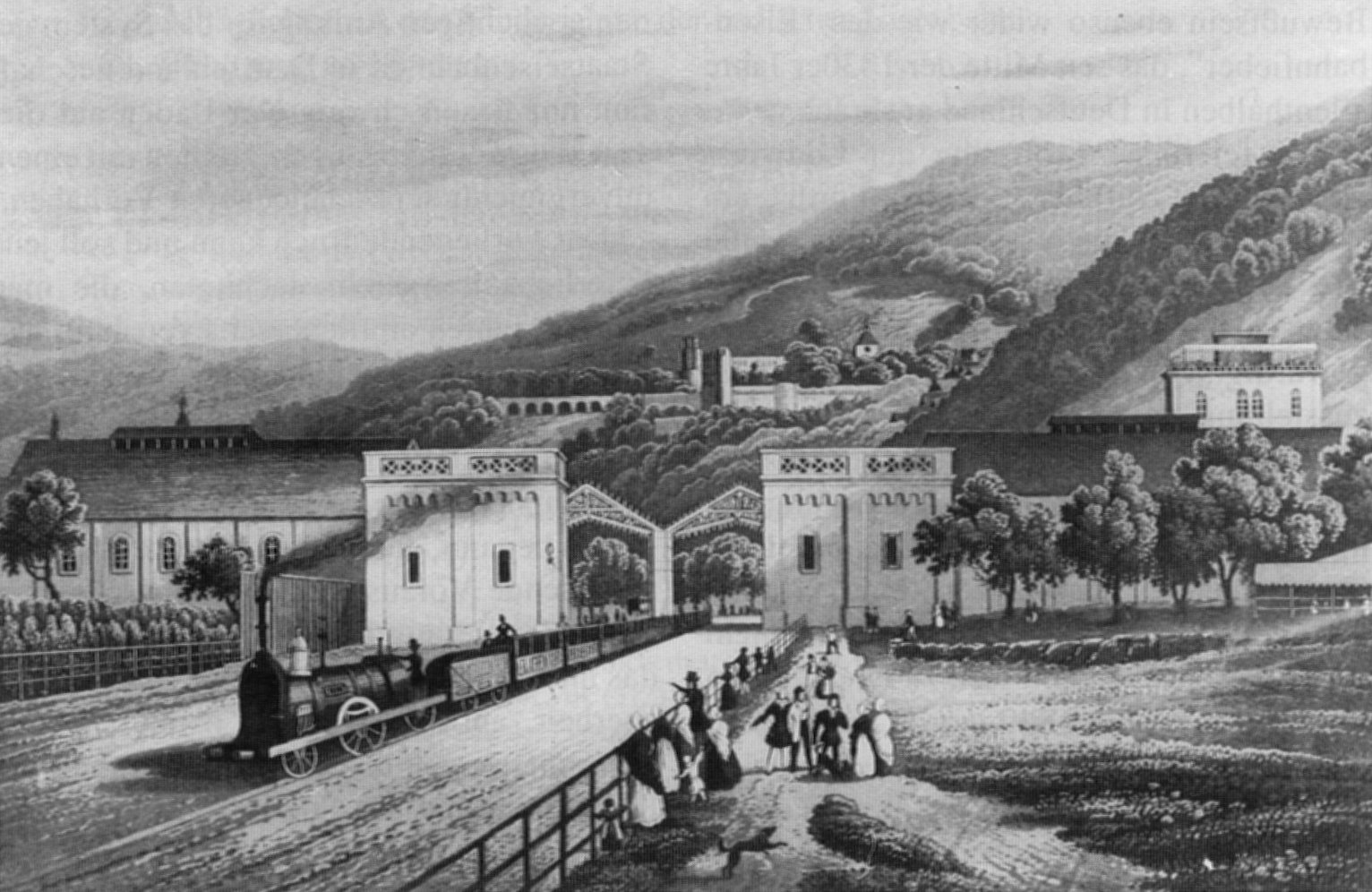
Départ d’un train de la gare de Heidelberg, lithographie de 1842.

Au XIXe siècle, l’économie de Heidelberg, quatrième plus grande ville du grand-duché de Bade, était marquée par l‘agriculture. L’industrialisation a été bien moins lourde de conséquences pour la ville du Neckar que pour Mannheim. Des entreprises industrielles comme Waggonfabrik Fuchs (constructeur de rails), Heidelberger Druckmaschinen (fabricant de presse offset à feuilles) ou HeidelbergCement (producteur de ciment) ont été construites dans la ville. Vers le milieu du XIXe siècle, la ville comptait environ 15 000 habitants, dont pas moins de 392 ouvriers de l’industrie dans quatorze usines. Cela pourrait bien s’expliquer par le fait que Heidelberg se situe sur une vallée, mais aussi que l’on était déjà conscient à l’époque de la valeur du paysage pour le tourisme et que l’on n’ait pas voulu l’endommager en construisant des usines.
La ruine pittoresque du château est considérée par beaucoup de gens comme symbole de l’humiliation par les Français. Malgré cela, elle a été épargnée lors de la destruction de la ville grâce à des actions visant à protéger les monuments historiques. Par la suite, elle est devenue l’une des curiosités les plus importantes de Heidelberg. Depuis, le tourisme est un facteur économique majeur pour la ville ; il a commencé à se développer au début du XIXe siècle et il a connu un énorme essor par la desserte de la ville par le réseau ferroviaire. En 1840, le tronçon Mannheim-Heidelberg de la gare centrale badoise (Badische Hauptbahn) a été ouvert et la liaison avec Karlsruhe a été effectuée trois ans plus tard. En 1862, la grande ligne ferroviaire badoise directe (Odenwaldbahn) dans la vallée du Neckar a été achevée.

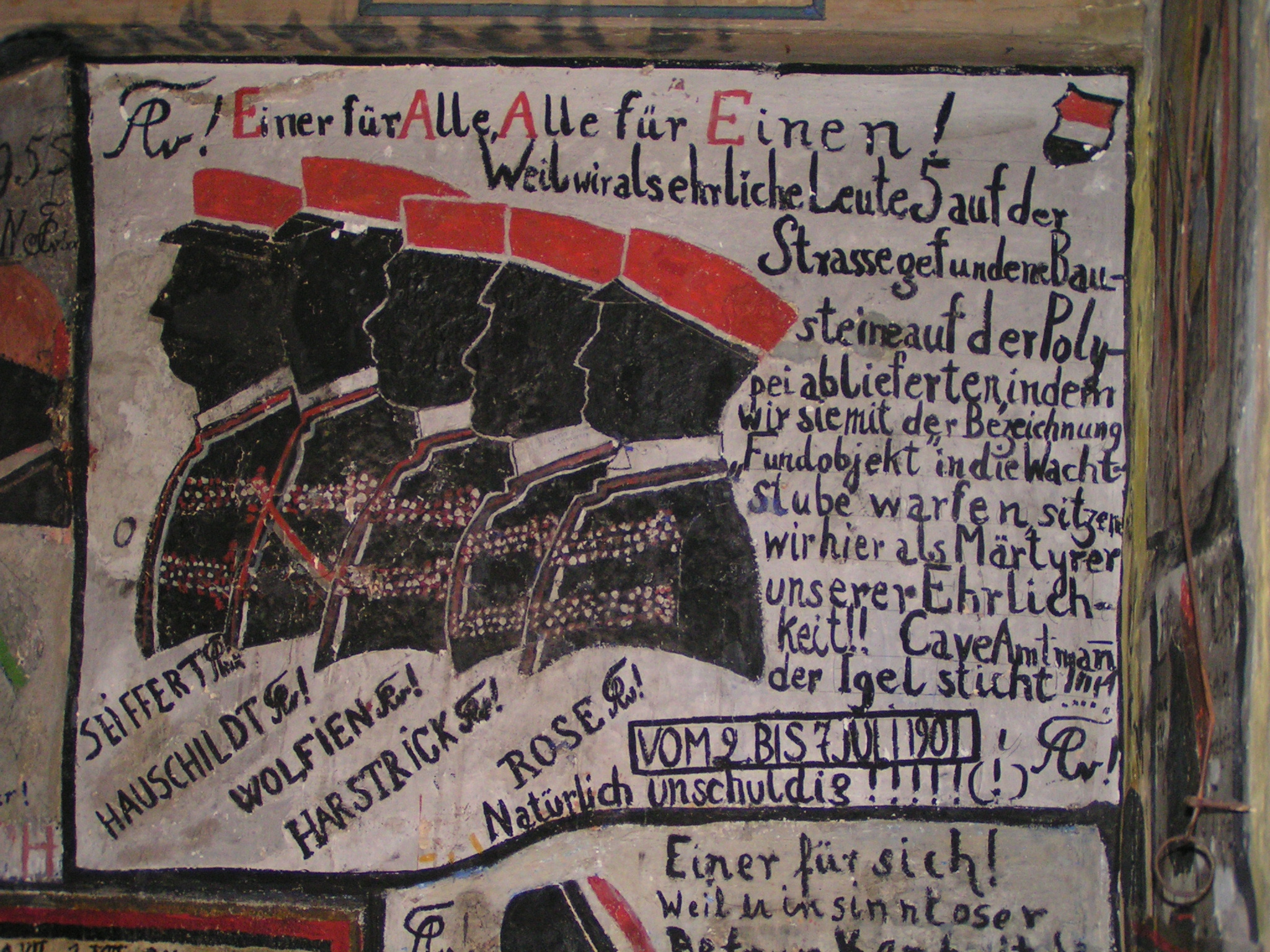
Le cachot (Studentenkarzer) servait de cellule pour les étudiants turbulents.

Depuis le XIXe siècle, la présence de l’université a également marqué Heidelberg. Elle a eu un impact économique sur les secteurs de l’édition et de l’imprimerie de la ville. Les nombreux étudiants ont rapidement façonné l’image de la ville et les fraternités étudiantes y ont occupé une place particulière. À cette époque, un étudiant sur deux faisait partie d’une fraternité. Les maisons des fraternités étudiantes (Korporationshäuser) se trouvent encore aujourd’hui dans les meilleurs endroits de Heidelberg. Le poème de Joseph Victor von Scheffel, Alt-Heidelberg, du feine (plus tard devenu un chant étudiant populaire dans une version mise en musique) et le spectacle Alt-Heidelberg (dont la première a eu lieu en 1901) ont rendu célèbre le milieu étudiant de Heidelberg, devenu un symbole de la ville au XIXe siècle.

## Heidelberg de 1871 à 1945

### Expansion de la ville pendant le Gründerzeit

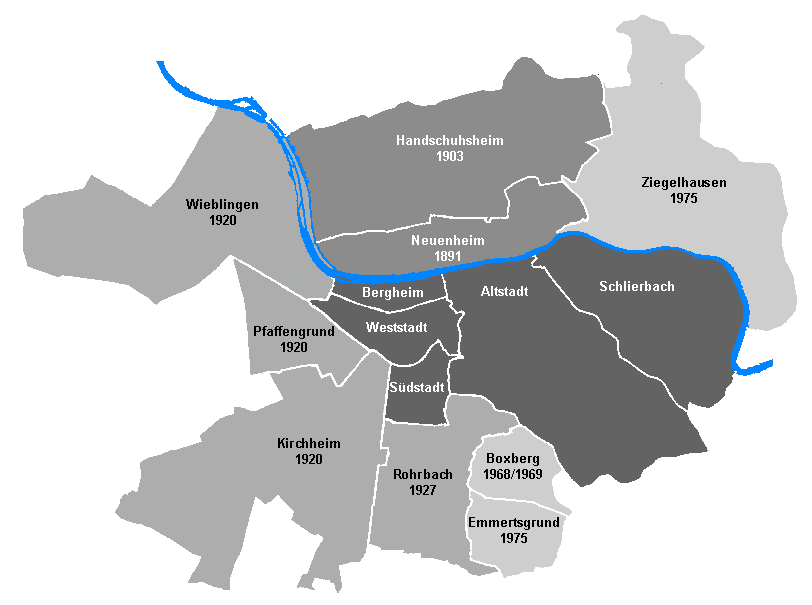
Les nouveaux quartiers de Heidelberg rattachés à la commune

Le Gründerzeit (« époque des fondateurs ») désigne la période d’essor économique après la fin de la guerre franco-allemande de 1870/1871. Cet essor a eu lieu dans tout le nouvel Empire allemand, notamment à Heidelberg. Les nouveaux quartiers Weststadt et Bergheim, situés près de la gare, existaient déjà. À partir de la fin du XIXe siècle, Heidelberg a connu une phase d’expansion fulgurante, pendant laquelle le territoire de la ville a été agrandi par de nombreux rattachements. Le nombre d’habitants de Heidelberg a plus que quadruplé en passant de 20 000 en 1871 à 85 000 en 1933.
En 1891, le premier rattachement a eu lieu. Heidelberg a été rattachée à la commune de Neuenheim, située sur la face nord du Neckar. Douze ans plus tard, Heidelberg a été rattachée à la Handschuhsheim, commune limitrophe, situé au nord de Neuenheim. Dans les années 1920, Kirchheim, Wieblingen et Rohrbach ont été rattachés à Heidelberg. Le quartier Pfaffengrund a également été créé à cette période. Il s’agit d’un quartier tout nouveau, conçu comme une « cité-jardin ».
L’aménagement des infrastructures allait de pair avec l’expansion territoriale de la ville. En 1885, le tramway a d’abord commencé à fonctionner en tant qu’omnibus, avant d’être électrifié en 1902. Le téléphérique de Heidelberg mène jusqu’à la station Molkenkur depuis 1890, mais également jusqu’en haut du Königstuhl depuis 1907. Entre 1925 et 1929, le Neckar a été régulé grâce à la construction d’écluses et aménagé en voie navigable. En 1935, la Reichsautobahn (« autoroute de l’Empire ») a été ouverte en tant que première ligne d’autoroute. Il s’agit de l’actuelle autoroute fédérale 656, allant de Mannheim à Heidelberg.

### Première Guerre mondiale et république de Weimar
Après la Première Guerre mondiale, Heidelberg a été en grande partie épargnée par la révolution allemande de 1918-1919. À Mannheim et à Karlsruhe, des conseils de travailleurs et de soldats ont proclamé la république de Bade le 14 novembre 1918. Peu après, le grand-duc Frédéric II de Bade a abdiqué. En 1919, Friedrich Ebert est devenu le premier président de la république de Weimar. À sa mort en 1925, il a été enterré dans le cimetière Bergfriedhof de sa ville natale, Heidelberg. Cette cérémonie a été massivement suivie par la population.

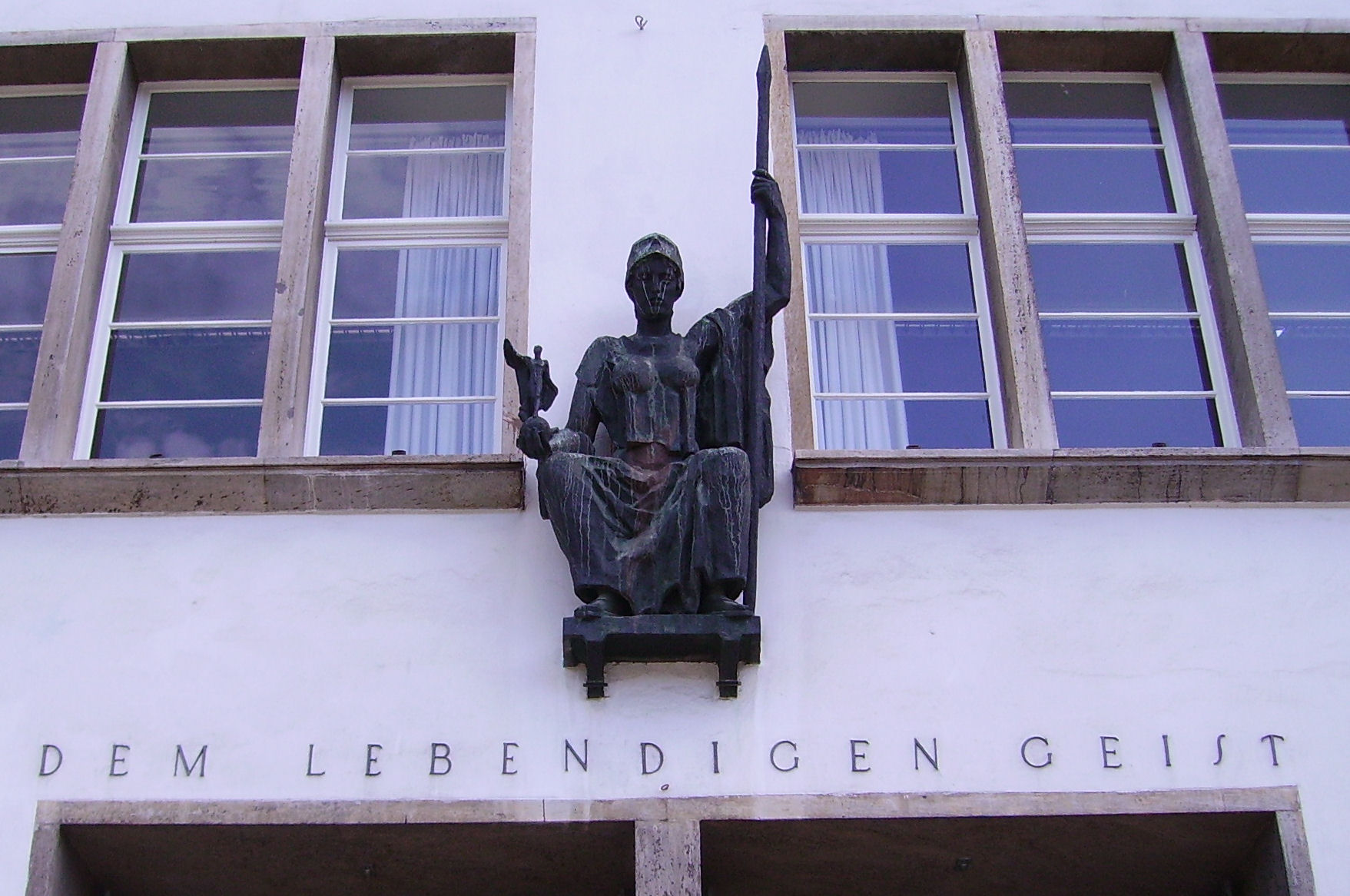
Silhouette d’Athéna et inscription « à l’esprit vivant » au-dessus de l’entrée de la Neue Universität

En 1928, la construction d’un troisième pont au-dessus du Neckar, le pont Ernst-Walz (Ernst-Walz-Brücke) a débuté. Il tient son nom du précédent maire. En 1930, des dons de citoyens américains ont permis la pose de la première pierre pour l’amphithéâtre de la Neue Universität. Pendant ce temps, on a essayé d’encourager le tourisme par des mesures ciblées. Dans les années 1920, le festival du théâtre est né, mais il a échoué dès 1930 après seulement quatre saisons pour des raisons financières. Les tentatives pour faire de Heidelberg une station thermale ont également échoué, même si une source thermale ouverte en 1928 a été utilisée comme source de radium pendant presque trois décennies.
En 1925, une section locale du NSDAP (Parti national-socialiste des travailleurs allemands) a été créée à Heidelberg. Le parti nazi enregistrait dans le Neckar des résultats au-dessus de la moyenne dès le temps de la république de Weimar. Lors des élections au Landtag en 1929, avec 14,5% des voix, son score était deux fois plus élevé que la moyenne du Land. Lors des élections législatives allemandes de 1930, avec 25,2% des voix, le NSDAP était déjà le parti le plus fort à Heidelberg.  Carl Neinhaus, élu maire en 1928, est une figure controversée de l’histoire de Heidelberg. En 1933, il a adhéré au NSDAP et il est resté en fonction jusqu’en 1945. Il est ensuite devenu membre de la CDU (Union chrétienne-démocrate d’Allemagne) et il a de nouveau été maire de 1952 à 1958, malgré son passé national-socialiste.

### Période du national-socialisme
Peu après la prise de pouvoir des national-socialistes le 30 janvier 1933, la discrimination organisée des Juifs et des autres « non aryens » a commencé à Heidelberg comme dans le reste du pays. Le 5 avril 1933, le commissaire du Reich, Robert Wagner, a publié avec un empressement servile le « décret badois des Juifs », deux jours avant les lois du Reich correspondantes. Ce décret inaugurait le congé forcé pour tous les fonctionnaires « non aryens ». Le national-socialisme était très fortement soutenu par la population citadine de Heidelberg, mais les tendances antisémites n'étaient pas répandues dans la Ruprecht-Karls-Universität, contrairement à d’autres universités. Cela s’explique notamment par la part très élevée d’enseignants d’origine juive. Le 7 avril 1933, tous les « non aryens » du service public ont été envoyés en retraite contre leur volonté. Jusqu’en 1939, l’université a perdu un tiers du corps enseignant pour des raisons racistes ou politiques.

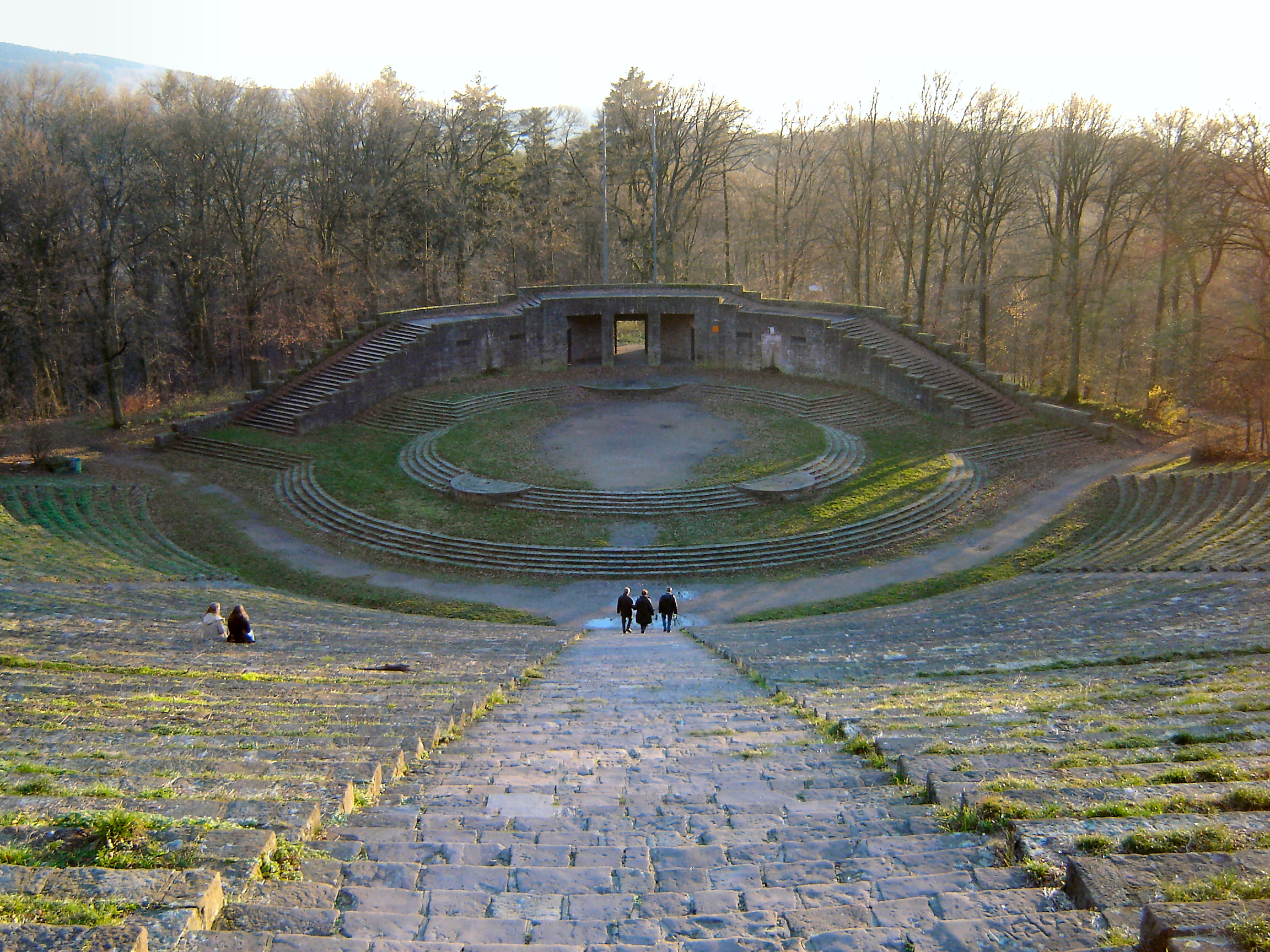
La Thingstätte sur le Heiligenberg

Les plans des national-socialistes pour transformer Heidelberg en « lieu de consolidation du Reich » d’une envergure monumentale avec de grandes artères pour organiser des défilés et un palais des festivals n’ont pas été réalisés, mais ils ont laissé derrière eux le ''Thingstätte sur le Heiligenberg comme héritage architectural évident. Il s’agit d’un théâtre de plein air, construit d’après le modèle d’un théâtre grec, à la place d’un lieu de culte prétendument germanique. Il a été construit entre 1934 et 1935 par le 'Reichsarbeitsdienst (service de travail obligatoire du Reich) et des étudiants de Heidelberg. Il a été utilisé pour des manifestations de propagande. Le cimetière 'Ehrenfriedhof a également été construit pendant la période du national-socialisme. Il est dédié aux soldats morts pendant la Première Guerre mondiale et se trouve au-dessus du cimetière Bergfriedhof.
Entre mai et juillet 1933, des autodafés ont eu lieu sur la place de l’université de Heidelberg. Le soir du 9 novembre 1938, les actes de violence contre les Juifs ont atteint leur apogée. Lors de cette nuit, les citoyens de Heidelberg ont réduit en cendres les synagogues de Heidelberg et de Rohrbach ; la salle de prière orthodoxe dans la rue Plöck a aussi été détruite. Le lendemain, la déportation méthodique des Juifs de Heidelberg a commencé ; 150 citoyens juifs ont été déportés dans le camp de concentration de Dachau. Environ deux ans plus tard, le 22 octobre 1940, l’« action Wagner Bürckel » (''Wagner-Bürckel-Aktion) a eu lieu. Plus de 6 000 Juifs badois, dont 280 habitants de Heidelberg, ont été déportés dans le camp d’internement de Gurs. Trois quarts des Juifs déportés avaient déjà péri dans le camp de Gurs. En 1942, les Juifs déportés de ce camp ont été transférés vers le camp d’Auschwitz.

### Seconde Guerre mondiale

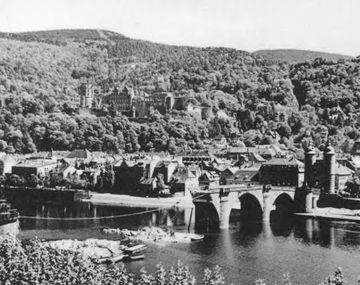
Le pont Vieux, détruit

Heidelberg est sortie presque indemne de la Seconde Guerre mondiale, comme peu de grandes villes allemandes. Des attaques aériennes ont eu lieu en 1944 et 1945, mais elles n’ont causé que peu de dégâts. Plusieurs hypothèses ont été émises quant à cela. D’une part, la ville n’avait pas une très grande importance stratégique en l'absence d’industrie lourde. D’autre part, il n’est pas exclu que les Américains aient envisagé Heidelberg comme quartier général déjà avant la fin de la guerre.  Lors de leur retraite le 29 mars 1945, les troupes de la Wehrmacht n’ont fait exploser que les ponts au-dessus du Neckar, dont le célèbre pont Vieux, pour empêcher la progression des alliés. Le lendemain, la 63e division d'infanterie américaine a envahi la ville, sans rencontrer de résistance notable.

## Après-guerre et époque actuelle

### Après-guerre
Après la Seconde Guerre mondiale, Heidelberg a attiré beaucoup d’Allemands sinistrés à la suite des bombardements ou chassés de leur ville. Ainsi, le nombre d’habitants de la ville s’élevait déjà à 111 800 en 1946, alors qu’il était encore de 85 000 avant la guerre. Heidelberg a fait partie de la zone d’occupation américaine et elle est devenue le siège des hauts commandements militaires des forces armées des États-Unis et de l’OTAN (Organisation du traité de l’Atlantique nord). Pour cela, les autorités américaines ont pris possession de biens immobiliers, suscitant ainsi des mécontentements. Dans les années 1950, le village Mark Twain et le village Patrick Henry ont été construits. Ces deux lotissements ont servi d’habitation pour les soldats américains et leurs familles. L’influence américaine s’est fortement ressentie dans la ville, car Heidelberg est devenue le siège du quartier général national de l’OTAN d’Europe centrale et le quartier général de la 7e armée américaine. La radio militaire American Forces Network (AFN) a émis depuis Heidelberg et des milliers de militaires de l’armée américaine ont vécu dans la ville avec leurs familles.
Au départ, Heidelberg faisait partie du Land de Wurtemberg-Bade, créé en 1945 par le gouvernement militaire américain. Les efforts d’après-guerre pour rétablir l’ancien Palatinat électeur, dont la partie ouest du Rhin était désormais en zone d’occupation française et faisait partie du Land Rhénanie-Palatinat, ont finalement échoué. En 1952, après un référendum, le Wurtemberg-Bade s’est finalement associé aux Länder de Bade et Wurtemberg-Hohenzollern pour devenir le Bade-Wurtemberg.

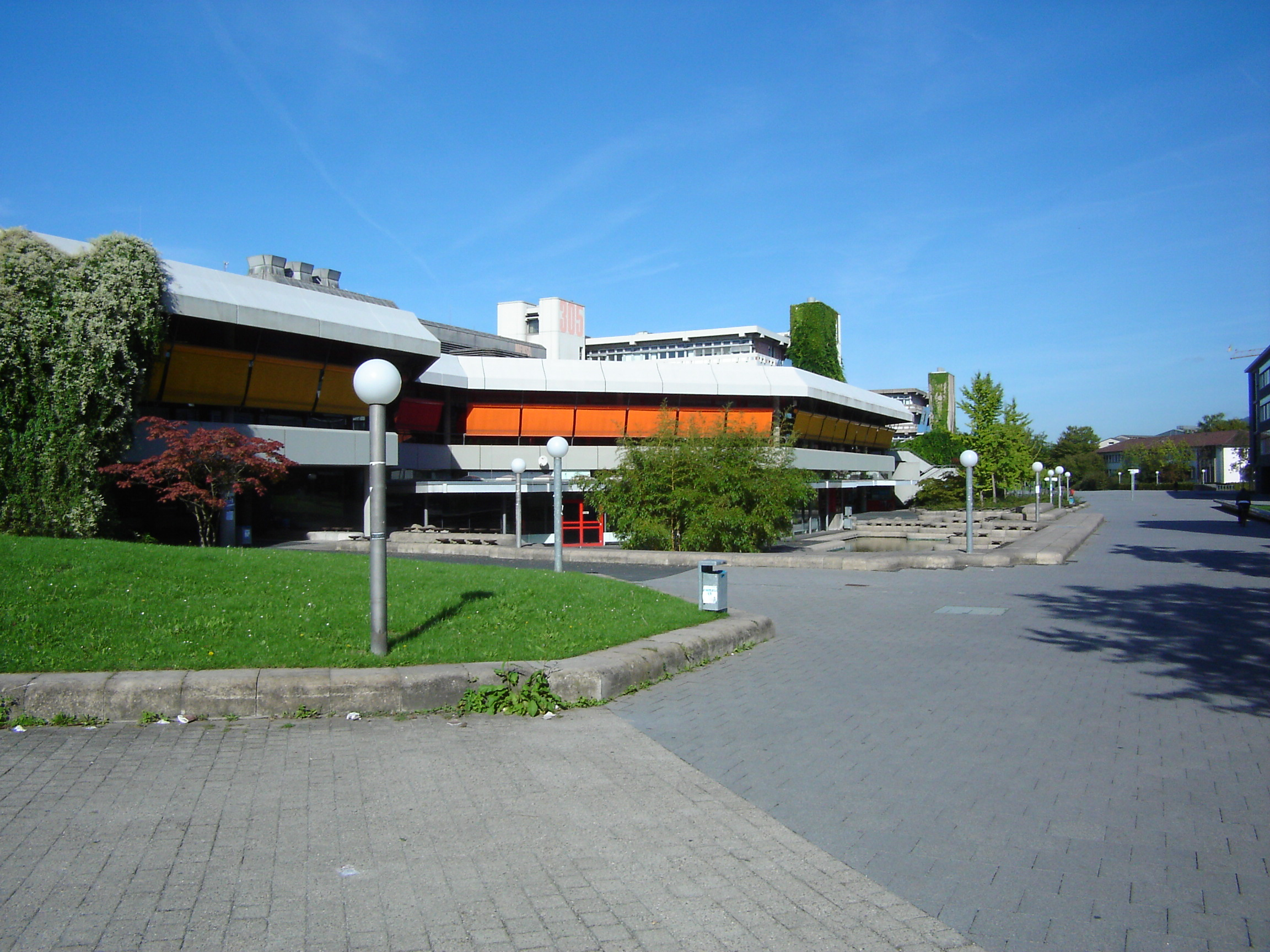
Le campus du champ de Neuenheim, construit en 1951

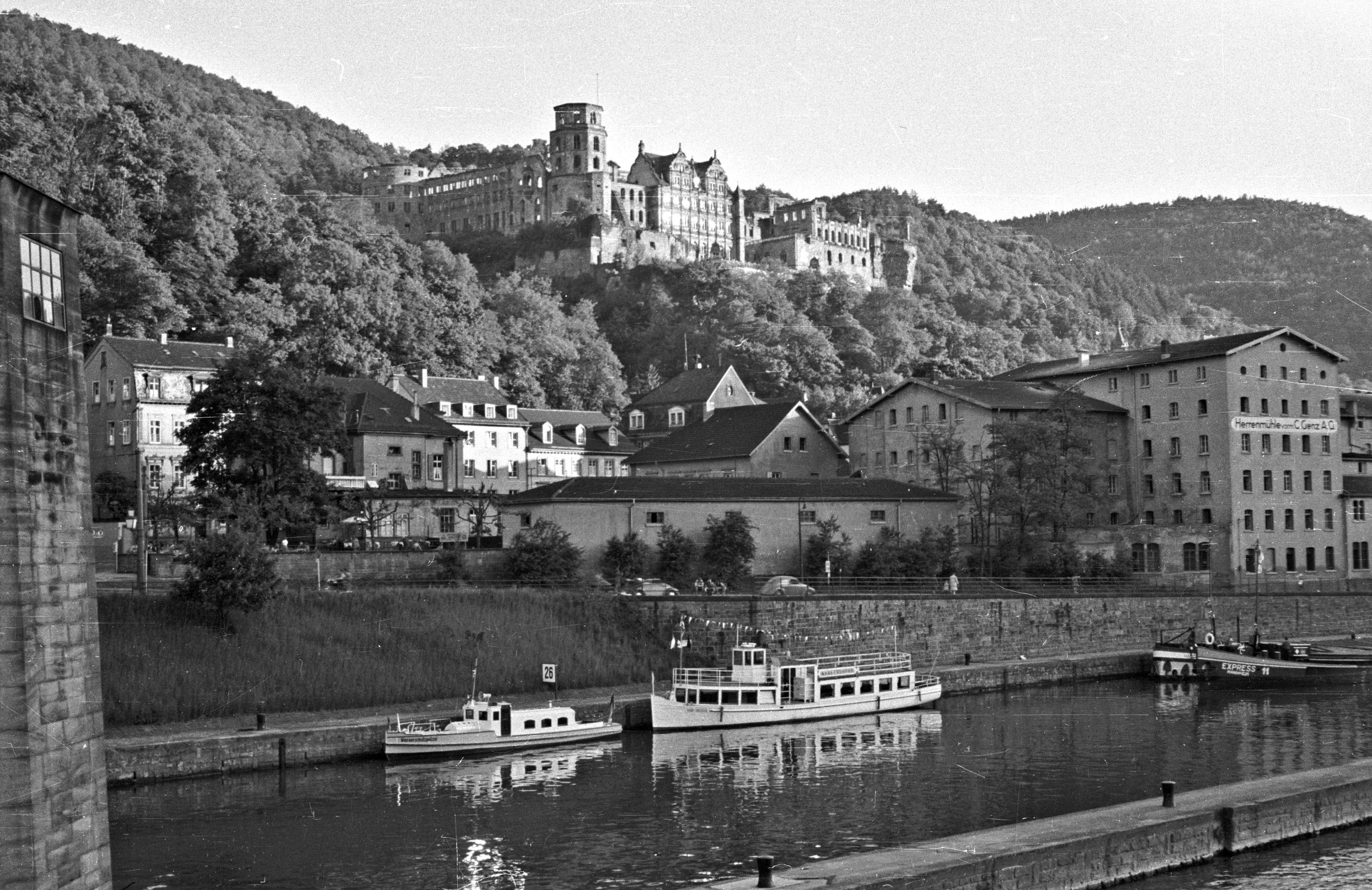
Heidelberg dans les années 1950

La Ruprecht-Karls-Universität avait été fermée par les troupes d‘occupation américaine en avril 1945. Après la dénazification, elle a repris ses activités en janvier de l’année suivante en tant que première université ouest-allemande. Déjà avant la guerre, certaines organisations de l’université avaient été déplacées vers Neuenheim, de l’autre côté du Neckar – notamment le jardin botanique ou l’institut de physique (sur le Philosophenweg, « chemin des philosophes »). À partir de 1951, la construction d’un nouveau campus du côté ouest de la ville a débuté : le ''Neuenheimer Feld. Au milieu des années 1970, l’aménagement du terrain de 120 hectares avait été en grande partie achevé. Aujourd’hui, il héberge de nombreux instituts de médecine et de sciences naturelles, des cliniques, des instituts de recherche et plusieurs résidences universitaires.

### Heidelberg après 1955
Le plus grand projet architectural d’après-guerre était de déplacer la gare centrale à l’endroit où elle se trouve actuellement. Des plans existaient déjà depuis des décennies pour remplacer la gare tête de ligne situé dans la Rohbacher Straße par une nouvelle gare de transit. En 1955, la nouvelle gare centrale, environ 1,2 kilomètre à l’ouest de son ancienne position, a été inaugurée après quatre ans de travaux. Il s’agissait à l’époque de la gare la plus moderne de la République fédérale d’Allemagne. Le Land a utilisé les surfaces devenues libres pour construire de nombreux bâtiments administratifs sur l’ancien site des princes électeurs.
Pour prendre en compte le nombre croissant d’habitants de Heidelberg, deux nouveaux territoires d’habitation ont été construits au sud de la ville. Dans les années 1960, on a construit Boxberg, la « cité du parc de la forêt » (Waldparksiedlung), pour 6 000 habitants. En 1975, le quartier Emmertsgrund a été conçu pour 11 000 habitants ; il est aujourd’hui considéré comme quartier à problèmes. La même année, Heidelberg a été rattachée à la commune de Ziegelhausen (située dans la vallée du Neckar), permettant l’expansion de la ville.

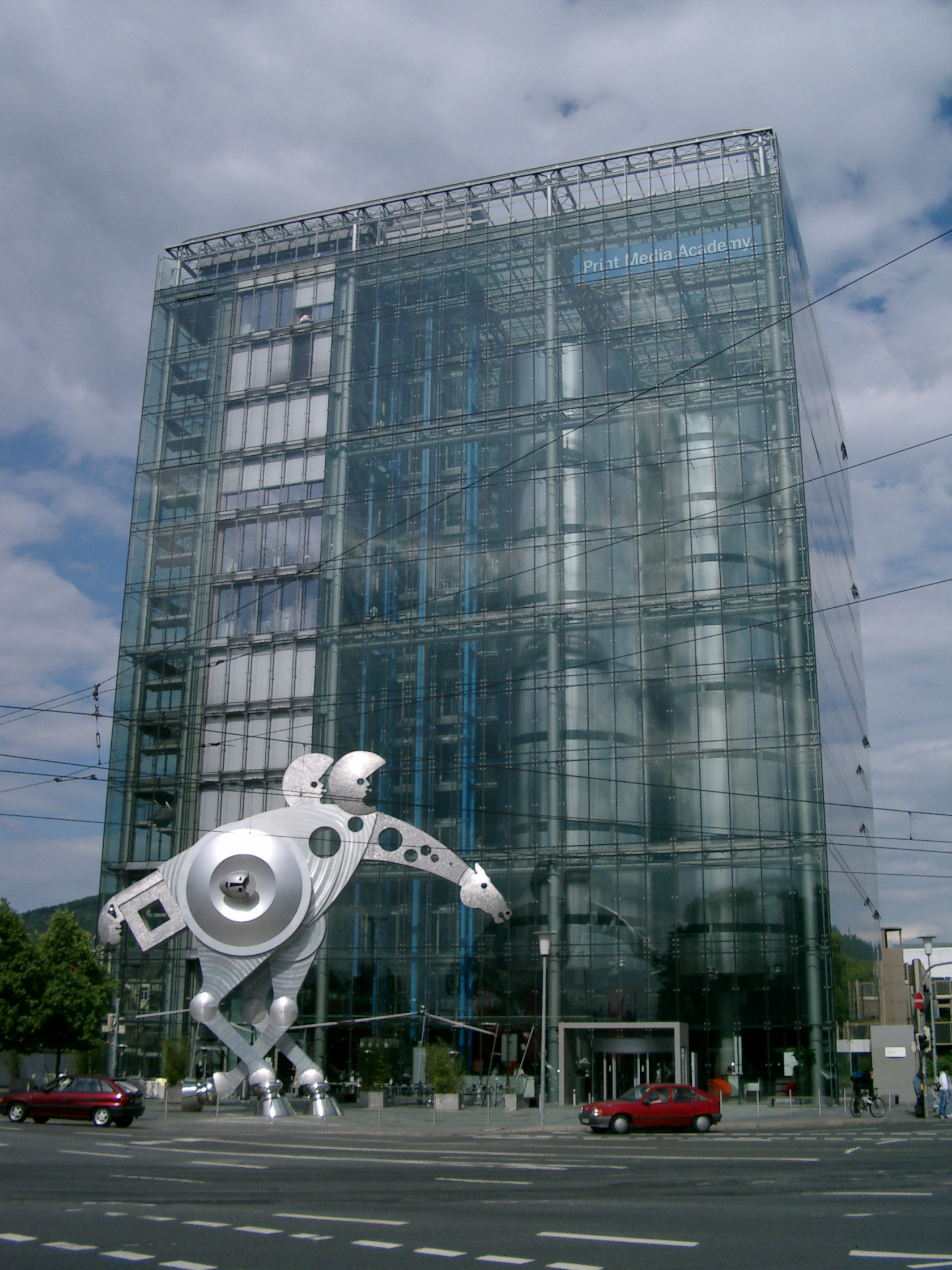
Le cube en verre abritant la Print Media Academy a été construit en 2000 près de la gare centrale

Reinhold Zundel, maire de Heidelberg de 1966 à 1990, s’est consacré à l’assainissement de la ville. Pendant son mandat, la Hauptstraße (« rue principale ») dans le centre historique a été transformée en une zone piétonne d’1,6 kilomètre de long et la Bismarckplatz a acquis sa forme actuelle. Les mesures d’assainissement n’ont pas toutes été controversées, parce qu’elles concernaient notamment des maisons vétustes. La circulation automobile a été bannie du centre historique, ce qui est aujourd’hui considéré comme une mesure réussie. Le 1er janvier 1973, lors de la réforme des districts, l’ancien district de Heidelberg a été réuni avec le district de Mannheim pour devenir l’actuel arrondissement de Rhin-Neckar. Heidelberg est restée le siège de cet arrondissement.
En 1967/68, un mouvement étudiant s’est formé à Heidelberg comme dans toutes les autres universités allemandes. Ce mouvement a entre autres organisé des protestations politiques contre les mesures d’urgence et contre la guerre du Vietnam lors de nombreuses actions. Dans les années 1970-1980, l’organisation clandestine Fraction armée rouge a commis deux attentats terroristes contre les institutions américaines à Heidelberg. Le 24 mai 1972, un attentat à la bombe visant le quartier général américain a tué trois soldats américains et en a blessé cinq autres. Le 15 septembre 1981, un attentat au Panzerfaust visant Frederick James Kroesen (commandant en chef des forces terrestres américaines en Europe) a échoué.
Pendant le mandat de Beate Weber (1990-2006), première femme maire dans le sud-ouest de l’Allemagne, Heidelberg pose sa candidature pour faire inscrire le château et le centre historique sur la liste du patrimoine mondial de l’UNESCO. La demande jointe en 2004 a été rejetée en 2005 et en juin 2007.
La réduction des effectifs de l’armée américaine à Heidelberg peut avoir plusieurs explications. D’un côté, les lieux européens ont perdu de l’importance pour l’armée américaine à la suite du changement de politique de sécurité aux États-Unis après les attentats terroristes du 11 septembre 2001. Cela expliquerait la réduction considérable du nombre de soldats stationnés en Europe de l’Ouest. En 2013, le quartier général des forces terrestres est déplacé à Wiesbaden et en 2015, toute l'administration militaire quitte Heidelberg, ce qui signifie d'une part une perte de revenus de 45 millions d'Euros pour la ville, d'autre part une chance pour un nouveau développement immobilier.

## Les maires depuis 1900
Liste des maires depuis 1900 :
- 1885–1913 : Karl Wilckens
- 1913–1928 : Ernst Walz I
- 1928–avril 1945 : Carl Neinhaus (sans appartenance politique, NSDAP à partir de 1933)
- avril-septembre 1945 : Friedrich Josef Amberger (par intérim)
- 1945–1946 : Ernst Walz II
- 1946–1952 : Hugo Swart
- 1952–1958 : Carl Neinhaus (CDU)
- 1958–1966 : Robert Weber (SPD)
- 1966–1990 : Reinhold Zundel (SPD jusqu'en 1980)
- 1990–2006 : Beate Weber (SPD)
- 2006–actuel : Eckart Würzner (sans appartenance politique)